# Ernst Theodor Amadeus Hoffmann
Vous lisez un « bon article » labellisé en 2011.
Pour les articles homonymes, voir Hoffmann.
Œuvres principales
- Les Élixirs du Diable (1815-1816)
- Casse-Noisette et le Roi des souris (1816)
- L'Homme au sable (1817)
- Le Chat Murr (1819-1821)
- Les Frères de Saint-Sérapion (1819-1821)
- Princesse Brambilla (1820)

Ernst Theodor Amadeus Hoffmann [ɛʁnst ˈteːodoːɐ̯ amaˈdeːʊs ˈhɔfˌman], né Ernst Theodor Wilhelm Hoffmann le 24 janvier 1776 à Königsberg, en province de Prusse-Orientale, et mort le 25 juin 1822 à Berlin, est un écrivain romantique et un compositeur, également dessinateur et juriste prussien.
Juriste de formation, Hoffmann sert dans l'administration prussienne de 1796 à 1806, puis de 1814 à sa mort. Également dessinateur et peintre, son irrévérence, son indépendance d'esprit et son goût de la satire lui valent à plusieurs reprises de sérieux ennuis auprès de ses supérieurs hiérarchiques, qu'il n'hésite pas à caricaturer. 
C'est surtout en raison de son activité littéraire que Hoffmann est célèbre. Connu sous le nom d'« E. T. A. Hoffmann », il est l'auteur de nombreux contes (Märchen en allemand) comme : L'Homme au sable, Les Mines de Falun ou Casse-Noisette et le Roi des souris et de plusieurs romans, dont son œuvre principale Le Chat Murr. Il devient alors, dès les années 1820, l'une des illustres figures du romantisme allemand et il inspire de nombreux artistes, en Europe comme dans le reste du monde. Par exemple, Jacques Offenbach écrit l'opéra fantastique en cinq actes Les Contes d'Hoffmann en s'inspirant de l'univers du romantique allemand.
Également passionné de musique, il abandonne son troisième prénom, « Wilhelm », pour celui d'« Amadeus » en hommage à Mozart, son modèle, et devient critique musical, puis compositeur. Il est ainsi l'auteur de plusieurs opéras, en particulier Ondine, qui est tiré d'un conte de son ami Friedrich de La Motte-Fouqué, ainsi que d'œuvres vocales et instrumentales.

## Biographie

### Sa jeunesse

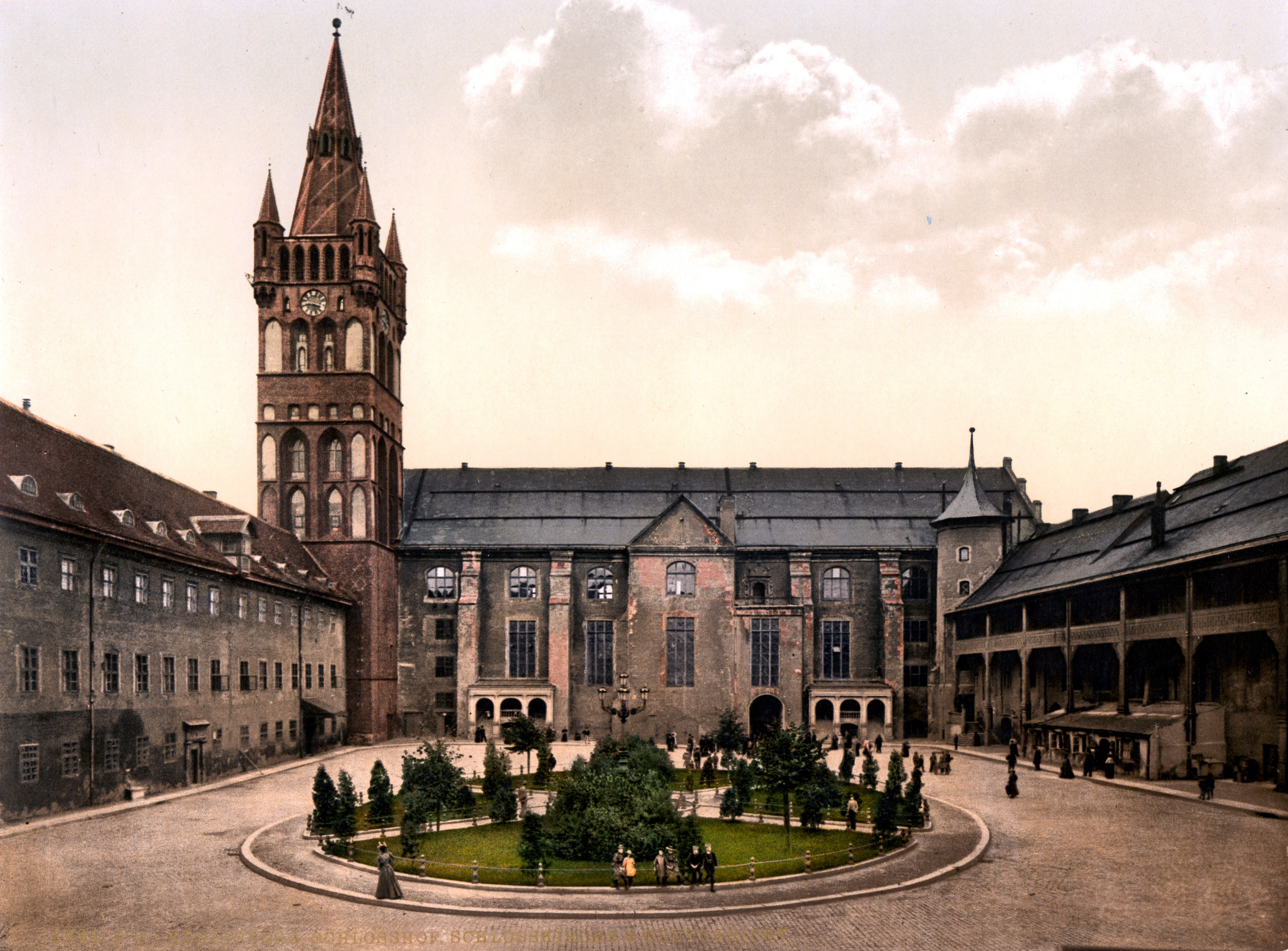
La cour du château de Königsberg, près duquel était bâtie la maison natale d'Hoffmann.

Issu d'une famille de pasteurs et d'hommes de loi appartenant à l'ancienne bourgeoisie de robe, fils du pasteur luthérien Friedrich Christoph Hoffmann (de), Christoph-Ludwig Hoffmann (de) (1736-1797), le père d'E. T. A. Hoffmann est avocat à Königsberg. Poète et compositeur à ses heures, il épouse le 29 octobre 1767 sa cousine, Louise Albertine Doerffer (1748-1796), avec laquelle il a trois enfants : Johann Ludwig, né le 29 novembre 1768 et mort après 1822, Carl Wilhelm Philipp, né le 16 août 1773 et mort dans l'enfance, enfin, Ernst Theodor Wilhelm, né le 24 janvier 1776, dans une maison de la rue des Français, au pied du vieux château.
En 1778, le couple parental se sépare. Nommé peu après à Insterbourg, en Petite Lituanie, Christophe-Ludwig emmène avec lui l'aîné de leurs enfants ; il meurt dans cette ville le 27 avril 1797. Ernst est donc élevé dans la famille de sa mère, une femme malade et d'une excessive nervosité qui meurt d'apoplexie dans la nuit du 14 mars au 15 mars 1796. De son père, il n'entend parler que par sous-entendus et cette blessure fait souffrir Hoffmann toute sa vie durant. Trois personnes s'occupent alors de lui : sa grand-mère Doerffer, sa tante Johanna Sophie (1745-1803), surnommée Füsschen (ou « petit pied ») et son oncle Otto Wilhelm Doerffer (1741-1811), magistrat célibataire, d'humeur sombre, dévote et solennelle dont Hoffmann devait tracer, dans ses lettres et à travers plusieurs personnages de son œuvre, un portrait sans aménité. Il le surnomme « Onkel O. W. » (« Oh Weh! »), qui signifie : « oncle quel malheur ! » ou « oncle catastrophe ». Bien qu'il soit épris de musique, cet oncle a « tous les traits du béotien rationaliste ».

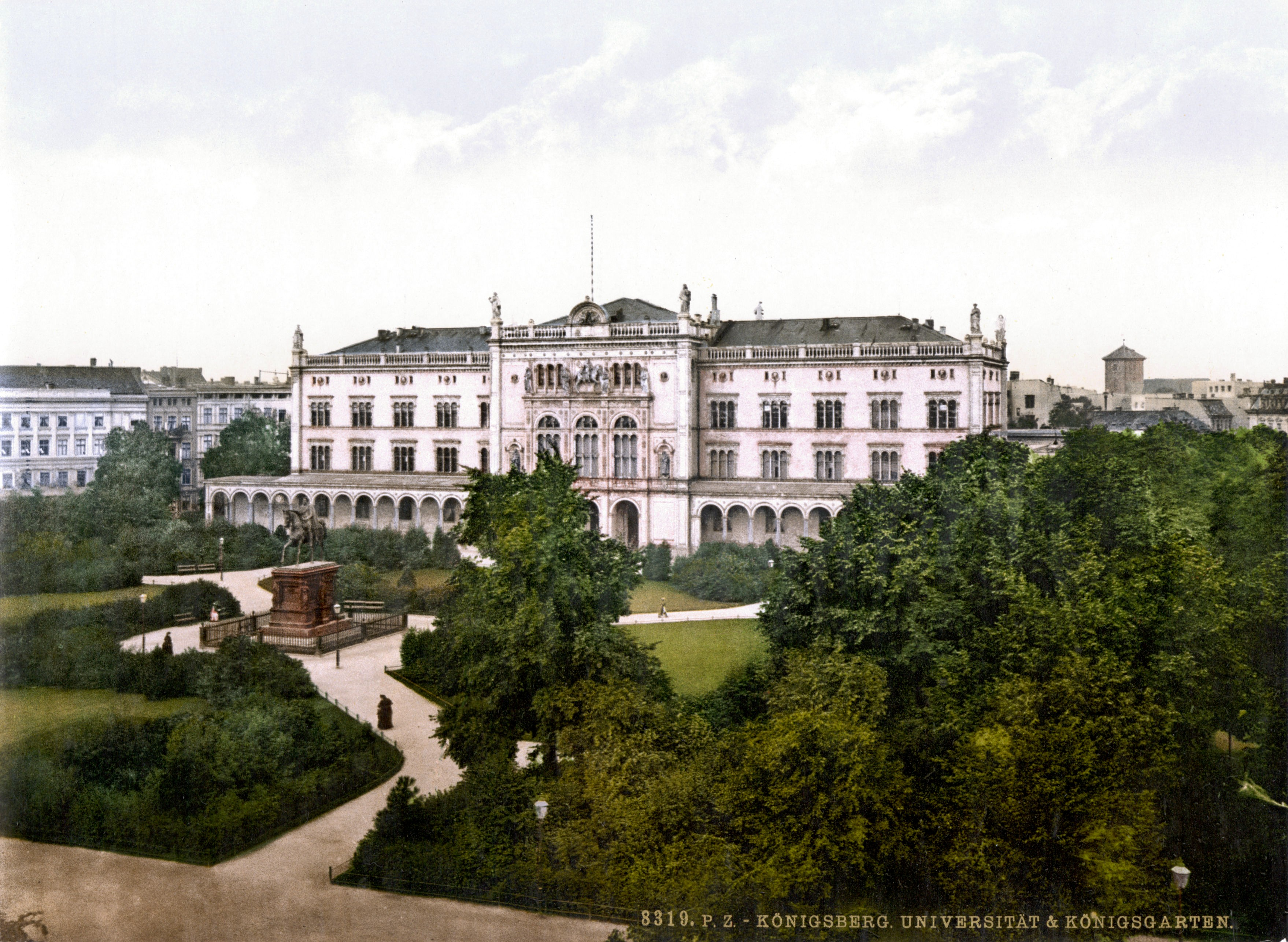
L'université Albertina de Kœnigsberg, où étudia Hoffmann.

En 1781, Hoffmann entre à la Burgschule, une école luthérienne, où il fait des études classiques. Il apprend également la musique, et notamment l'art de la fugue et du contrepoint, auprès d'un organiste polonais, Christian Wilhelm Podbielski (1740-1792), qui inspire le personnage d'Abraham Liscot dans Le Chat Murr, et il se révèle un pianiste prodige. Il s'essaie aussi à écrire des poèmes, des romans et à dessiner. Cependant, son milieu, provincial, n'est pas favorable à l'acquisition d'une technique et le jeune homme reste ignorant de toute discipline un peu stricte et étranger aux formes nouvelles qui naissent alors en Allemagne.
Entré à l'université de Königsberg le 27 mars 1792, l'oncle d'Hoffmann le contraint à étudier le droit dans sa ville natale, même si ce dernier a peu de goût pour ces études. Sa correspondance de jeunesse n'en garde guère l'écho, au contraire de ses lectures, qu'il s'agisse de Voltaire, de Rousseau, de Goethe, de Schiller, de Jean Paul ou de Kotzebue. En musique, il admire Bach, Mozart et les Italiens ; il ne découvre que plus tard Haydn, Gluck et Beethoven.
En 1786, Ernst se lie d'amitié avec Theodor Gottlieb von Hippel (1775-1843), fils d'un pasteur, écrivain connu et l'un des familiers d'Emmanuel Kant. En 1792, les deux amis se retrouvent à l'université, où ils suivent notamment les cours du philosophe. En 1794, il a une grande passion pour une jeune femme de vingt-huit ans mariée à un négociant de plus de soixante ans, Johanna-Dorothea Hatt, à qui il donne des leçons de musique et qu'il appelle affectueusement « Cora », en souvenir de l'héroïne des Incas de Marmontel.

### Une carrière de fonctionnaire provincial

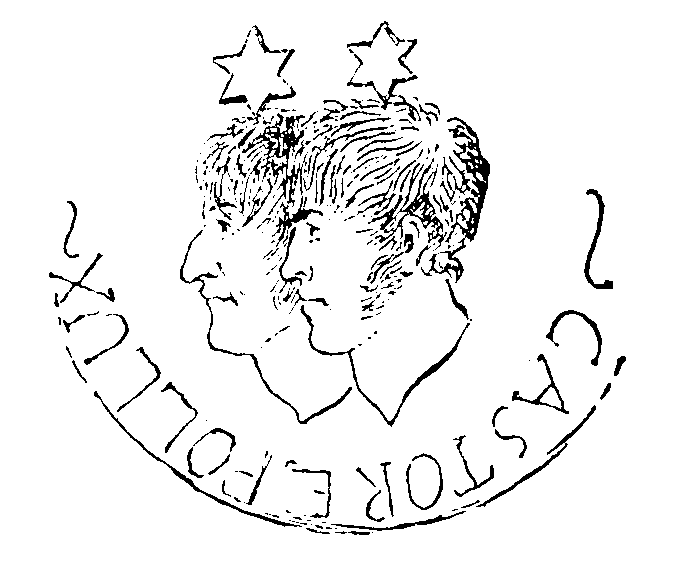
Dessin à la plume d'Hoffmann le représentant en compagnie de Hippel, comme Castor et Pollux (lettre d'Hoffmann à Hippel du 28 février 1802).

Dès 1794 et avant l'achèvement de ses études en août 1795, son grand-oncle, le conseiller royal Christoph Ernst Voeteri (1722-1795), notaire au service de plusieurs familles nobles de Prusse-Orientale, le prend comme clerc. Hoffmann l'accompagne donc à plusieurs reprises dans ses visites de leurs domaines (épisode qui apparaît dans Le Majorat). Il est ensuite envoyé en juin 1796 à Glogau, en Silésie, chez son oncle maternel qui est conseiller, Johann Ludwig Doerffer (1743-1803), et chez lequel il travaille pendant deux ans comme auditeur. À la société bourgeoise de Glogau, il préfère la compagnie des artistes locaux. Il fait notamment la connaissance de Johann Samuel Hampe (1770-1823), Julius von Voß, Franz von Holbein (1779-1855) et Wilhelmine Encke, comtesse de Lichtenau, ancienne maîtresse du roi Frédéric-Guillaume II de Prusse, à qui il est présenté en avril 1798. Bien qu'il soit attaché à la tradition protestante, il choisit ses amis parmi les catholiques.
Embauché pour aider à décorer une église (situation utilisée dans L'Église des Jésuites), il se lie d'amitié avec un peintre italien, Aloys Molinari (1772-1831), qui l'initie aux secrets de son art et lui inspire la nostalgie du Sud, et singulièrement de l'Italie, qui s'exprime dans nombre de ses écrits. Il se fiance aussi avec une cousine, Wilhelmina Doerffer (1775-1853), dite « Mina », et semble se diriger vers un mariage de raison. Toutefois, alors qu'il vient de s'inscrire à l'examen pour l'admission aux emplois supérieurs dans l'administration judiciaire, dans l'été 1798, il apprend que le père de Mina a été nommé conseiller intime à la Kammergericht (cour d'appel) à Berlin. Heureux de quitter Glogau et de suivre sa bien-aimée, il demande le transfert de son poste et s'installe donc dans la capitale. Il y passe avec succès son examen et devient référendaire à la Kammergericht, puis il prépare l'examen d'assesseur.
Il peint, dessine, compose un opéra-comique, Le Masque, qu'il dédie à la reine Louise (mais que le directeur des spectacles, Iffland, refuse) et fréquente assidûment le monde des revues et des théâtres, qui est assez actif dans ces années-là, bien que le romantisme ait encore ses principaux foyers vivants dans l'Allemagne du Sud, à Iéna entre 1798 et 1806. Le groupe de Berlin ne commence à s'imposer qu'à partir de 1808, avec des figures comme August Wilhelm Schlegel, Adelbert von Chamisso, Friedrich de La Motte-Fouqué, Heinrich von Kleist, Zacharias Werner, Joseph von Eichendorff et Hoffmann.

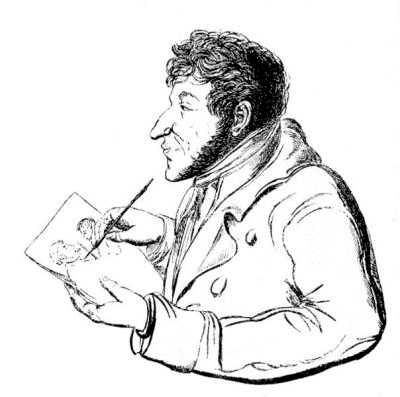
Caricature d'Hoffmann par lui-même.

En mars 1800, ayant passé avec succès l'examen d'assesseur, il repart en province, à Posen, une importante ville de la région de Grande-Pologne dont la population est mixte, allemande et polonaise, évangélique et catholique. Devenu un bon vivant, Hoffmann se permet de faire toutes sortes d'espiègleries avec ses amis, une bande de jeunes Allemands : ivrogneries et farces se succèdent et Hoffmann dessine des caricatures de ses collègues et de ses supérieurs. Il commence ses deux années à Posen par une grave maladie de foie due à l'abus du punch, sa boisson favorite. Dans la ville de Posen, il jouit d'une manière de célébrité. On fait jouer une cantate qu'il a écrite pour saluer le siècle nouveau et un opéra qu'il a rédigé à partir de Goethe (Badinage, ruse et vengeance), dont n'a été conservé que le titre. Mais son désaccord avec la société bourgeoise s'agrandit.
En 1801, il rompt ses fiançailles avec sa cousine, s'attirant ainsi la réprobation de sa famille. De même, il s'aliène la sympathie de ses collègues et de ses supérieurs hiérarchiques en faisant de cruelles caricatures, qui circulent dans la ville. Il mène alors une double vie, de fonctionnaire et de bohémien. Ces impertinences lui valent d'être envoyé, en pénitence, dans un centre urbain moins important. Le 21 février 1802, un arrêté le nomme conseiller à Plock, aux appointements de 800 écus par an. Mais, entre-temps, il rencontre à Posen la fille d'un fonctionnaire polonais, Maria Thekla Michalina Rorer-Trzynska (1781-1859),,, dite « Rohrer » selon un usage de germaniser les noms, sur laquelle peu de documents existent, mais qu'il épouse le 26 juillet en l'église catholique Corpus-Christi et qui demeurera jusqu'au bout à ses côtés.

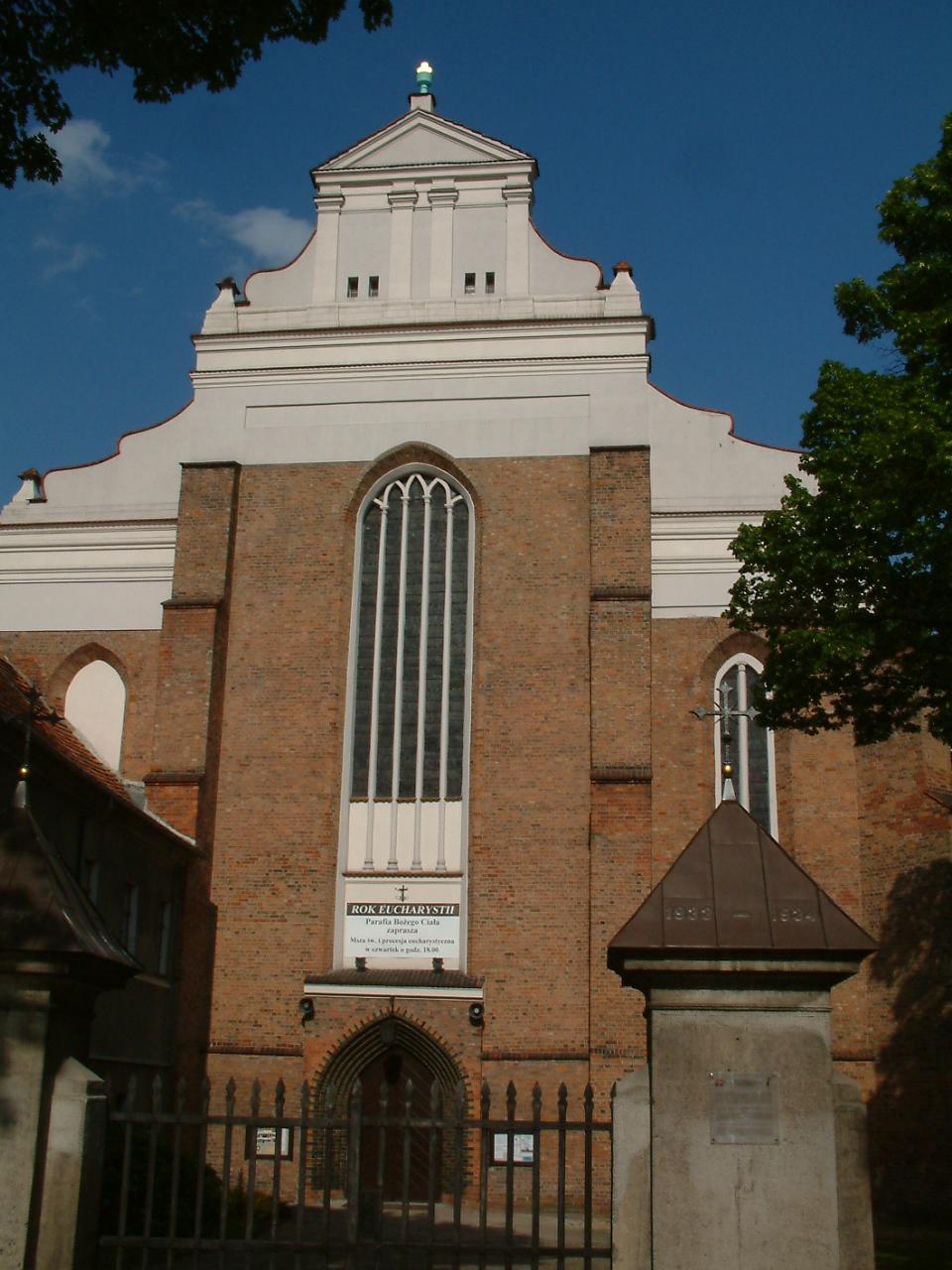
L'église Corpus-Christi de Posen où Hoffmann se marie le 26 juillet 1802.

Exilé à Plock, entre juillet 1802 et le printemps 1804, un petit bourg de trois mille habitants, presque tous Polonais, Hoffmann commence le 1er octobre 1803 à tenir son journal intime,, écrit en partie en caractères grecs ou en abréviations, pour échapper à la curiosité de son épouse. Durant ces deux années, il n'éprouve que tristesse et ennui et se demande s'il ne devrait pas abandonner la magistrature pour se vouer à l'art, mais sans parvenir à se déterminer, entre la peinture, la musique et la poésie. Il ébauche deux opéras : Le Renégat et Faustina. Déterminé à échapper à cet exil, il multiplie les démarches et sollicite l'intervention de ses amis. En attendant, il reprend sa vie de café, prend l'habitude du punch (une boisson à base d'arak, de citron et de sucre que l'on fait flamber) et connaît de graves crises d'angoisse nerveuse. Enfin, grâce à Hippel, il obtient d'être muté à Varsovie. Avant de rejoindre son nouveau poste, il fait un dernier séjour dans sa ville natale en février 1804. Sa tante Sophie vient de mourir le 22 décembre 1803, et il craint d'être lésé de sa part d'héritage.

### Varsovie et la découverte de l'art

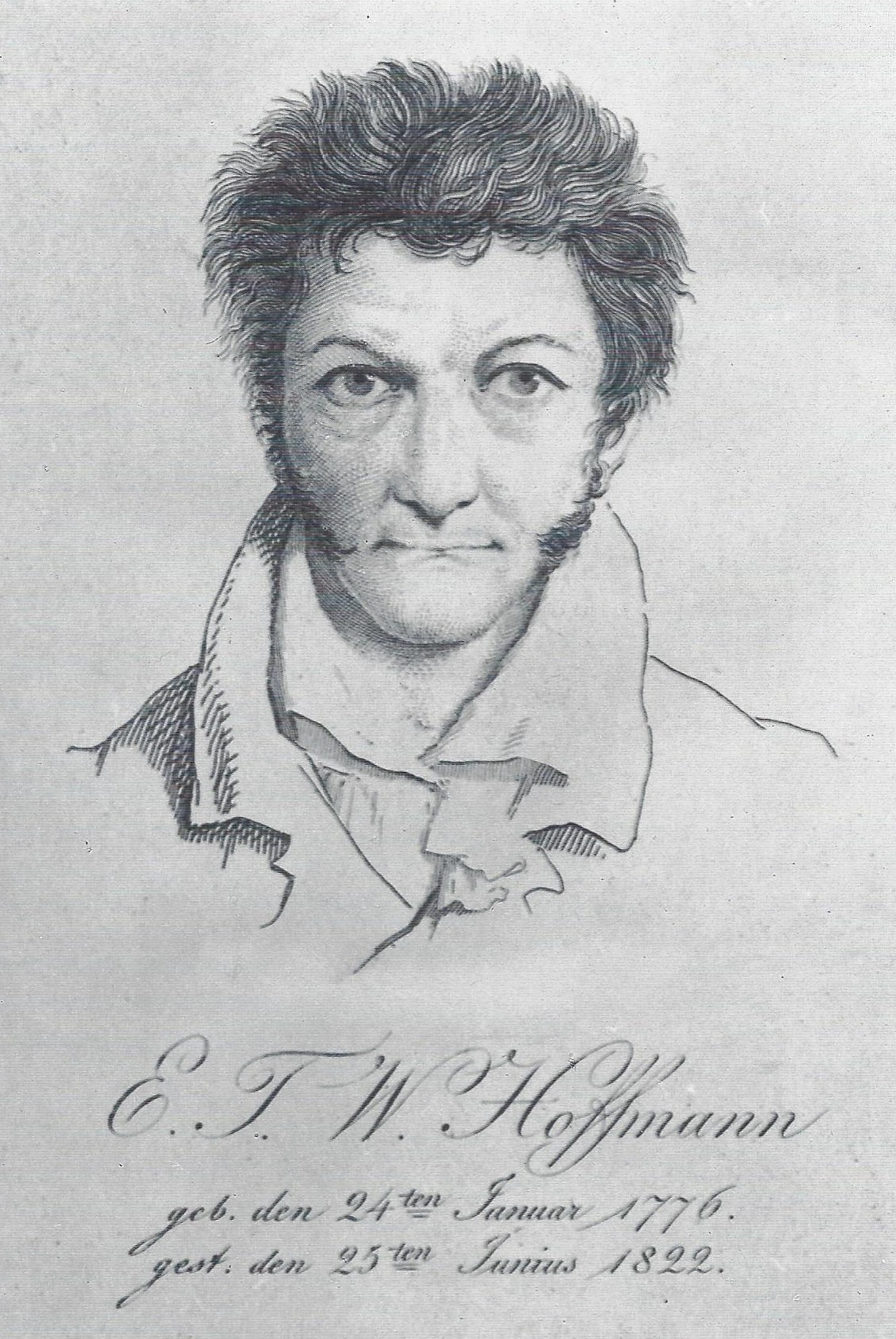
Autoportrait d'Ernst Theodor Amadeus Hoffmann.

Dans la capitale polonaise, Hoffmann retrouve enfin l'ambiance qui lui avait plu à Berlin. Il retrouve Zacharias Werner, compatriote de Kœnigsberg et fils de son parrain, et se lie avec un jeune collègue juif, de quatre ans son cadet, Julius Eduard Hitzig, son futur biographe, qui est à Varsovie depuis cinq ans et fait partie du groupe littéraire berlinois du « Nordstern » (l'« Étoile du Nord ») ; il est resté en relations personnelles avec August Wilhelm Schlegel, Adelbert von Chamisso, Friedrich de La Motte-Fouqué et Rachel Varnhagen von Ense (1771-1833), née Levin. C'est Werner qui révèle à Hoffmann la littérature nouvelle et lui fait lire Novalis, Ludwig Tieck, les frères August et Friedrich Schlegel, Achim von Arnim, Clemens Brentano, Gotthilf Heinrich von Schubert (l'auteur de La Symbolique des rêves et des Aspects nocturnes des sciences naturelles). C'est Hitzig aussi qui donne à Hoffmann les œuvres de Carlo Gozzi et de Calderón. Ces lectures relativement tardives marquent profondément Hoffmann, le révèlent à lui-même et le mettent sur la voie de son œuvre personnelle. De son côté, Zacharias Werner, personnalité complexe, lui fait découvrir l'attrait de la religion et d'une ambiance de mystère.
À Varsovie, Hoffmann se passionne aussi pour le théâtre. Il fait dix projets d'opéras, compose une messe solennelle, une symphonie, un quintette ainsi que des chansons à l'italienne. Il parvient à faire jouer à l'opéra de la ville son adaptation des Joyeux musiciens de Clemens Brentano. En revanche, à Berlin, Iffland refuse La Croix sur la Baltique, dont le texte est de Zacharias Werner et la musique d'Hoffmann, auquel un autre compositeur lui est préféré. Cette œuvre est considérée comme le premier exemple de musique romantique. Il continue de peindre, notamment les fresques du palais de Mniszek, siège de la Société Musicale. Mais, repris par son goût de la satire, il donne aux dieux égyptiens d'une des fresques les visages caricaturés des fonctionnaires dont il dépend, ce qui lui crée quelques ennuis. De même, il fait circuler d'autres portraits-charges de ses supérieurs. En dépit de ses multiples activités, Hoffmann s'ennuie à Varsovie ; il déteste de plus en plus son métier, et l'existence trop bruyante de la ville épuise ses nerfs. Une fille voit le jour en juillet 1805 ; elle est baptisée « Cécile » en souvenir de la patronne des musiciens, et Hoffmann compose une messe en son honneur.
Mais, en novembre 1806, l'armée française occupe Varsovie et met fin à l'administration prussienne. Hoffmann préfère démissionner. Mais, sans ressources, il ne parvient à quitter la Pologne qu'en juin 1807 et part à Berlin, laissant au passage sa femme et sa fille à Posen.

### Musique et littérature
Des pièces sans extravagance

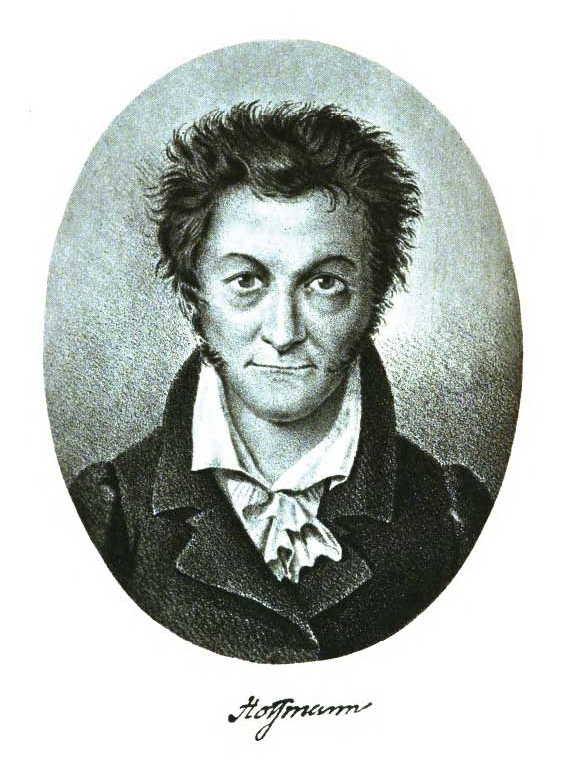
Autoportrait d'Hoffmann, avant 1822.

Ses créatures littéraires fantasmagoriques, perturbées et excessives, s'opposent à ses partitions aux notes sages et pondérées. Si E.T.A. Hoffmann, qui s'appelait en réalité Ernest Theodor Wilhem Hoffmann, substitua son troisième prénom par Amadeus pour honorer Mozart, c'est sa vie entière qui fut placée sous le signe de la musique. Natif de Königsberg en Prusse-Orientale, magistrat en poste dans différentes villes dont Berlin et Varsovie, Hoffmann prit son envol au contact de ses alter ego romantiques, Achim von Arnim, Clemens Brentano, Adelbert von Chamisso et Ludwig Tieck.
Écrivain, compositeur, peintre, il plaça le processus de la création comme deus ex machina de toutes ses histoires. À chaque fois, une réalité alternative prend forme par une vision artistique qui permet d'échapper à l'enfer rationaliste.
Personnage aussi perturbé et excessif que ses créatures littéraires, l'artiste vouait un culte à Mozart, Beethoven et Gluck et cela s'entend dans ses œuvres qui, pour celles d'un homme de lettres, se trouvent néanmoins très accomplies, d'une excellente facture. Son opéra Ondine fut un succès à Berlin en 1817, mais on retiendra aujourd'hui plutôt ses œuvres vocales a cappella et ses quatre sonates pour piano.
Les Kreisleriana inspirées de Johannès Kreisler, personnages récurrent de son œuvre, Les Contes d'Hoffmann, l'opéra fantastique, puis le film musical de Michael Powell : Les Contes d'Hoffmann (film, 1951), Casse-Noisette adapté d'un de ses contes, autant de chefs-d'œuvre démontrant que son univers fantasque trouva pleinement son accomplissement musical chez Robert Schumann, Jacques Offenbach et Piotr Ilitch Tchaïkovski plus que dans sa musique, la quintessence de son inquiétante étrangeté ne quittant pas ses livres.
L'année passée à Berlin en 1807 et 1808 est la plus misérable de toute la vie d'Hoffmann. Dans la ville occupée par les troupes napoléoniennes, il ne parvient pas à se faire réintégrer dans les cadres de la magistrature, et c'est à peine s'il obtient de maigres subsides. Il doit recourir à l'aide d'amis, leur emprunter de l'argent et reste parfois plusieurs jours sans manger. C'est pourtant à Berlin qu'il compose les six cantiques pour chœur a cappella dédiés à la Vierge, l'une de ses œuvres musicales la plus reconnue, que, dans Le Chat Murr, il attribuera à Johannès Kreisler.

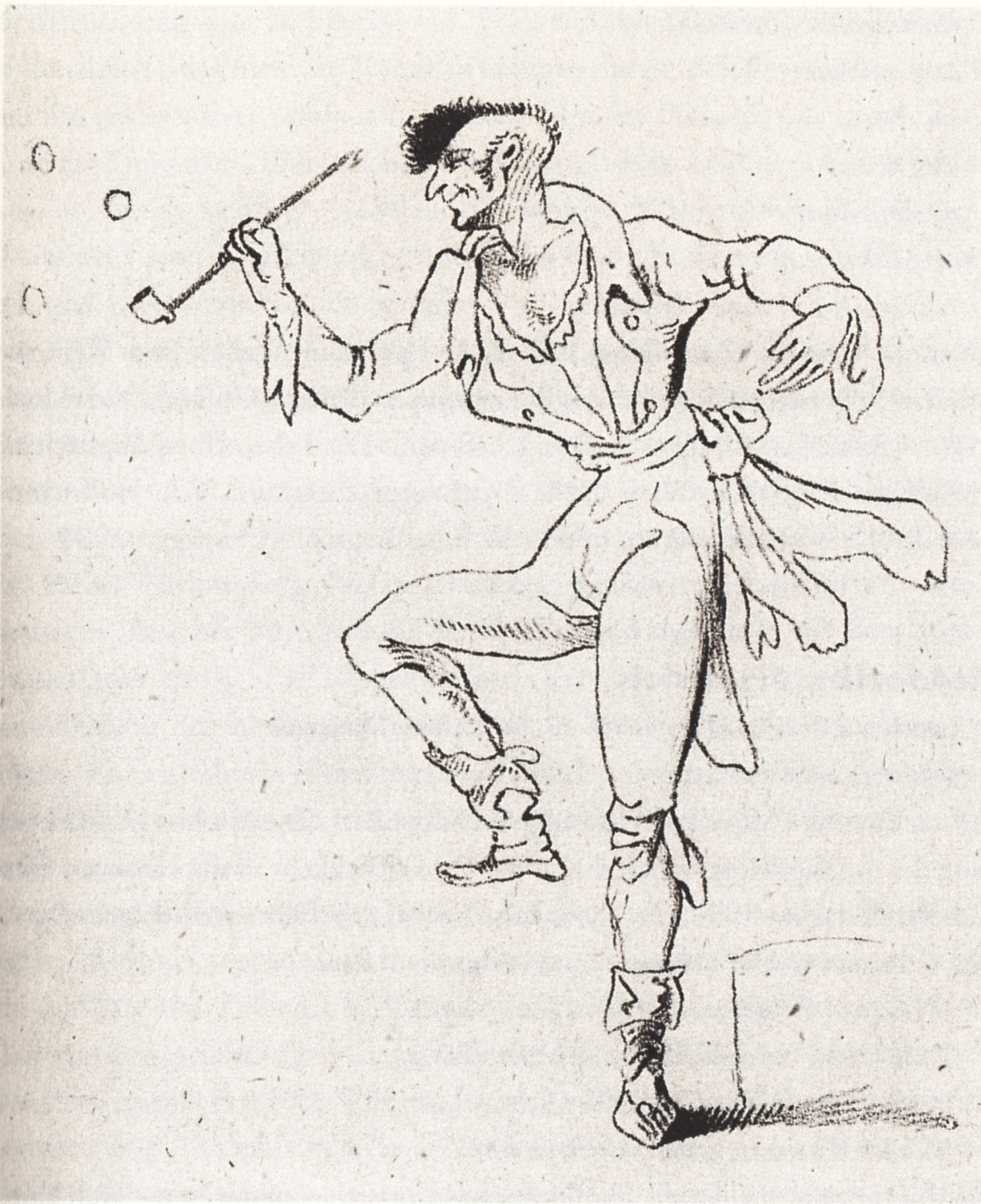
Le maître de chapelle Johannès Kreisler, dessiné par Hoffmann.

En août 1807, il apprend que sa petite fille est morte à Posen. Enfin, ayant mis une annonce dans un journal, le comte von Soden lui propose, en novembre 1807, l'emploi de « chef de musique » (Musikdirektor) au théâtre de Bamberg, en Bavière. Mais sa nomination ne sera effective qu'en avril 1808, et son entrée en fonctions fixée au 1er septembre suivant. En attendant, il se rend chez un ancien ami, à Glogau.
En septembre 1808, Hoffmann va chercher à Posen sa femme et l'emmène à Bamberg. C'est à son arrivée dans cette ville que l'on situe la substitution de son troisième prénom, « Wilhelm », par « Amadeus » en hommage à Mozart, même si l'on trouve déjà ce nom sur le manuscrit de l'opéra Les Joyeux musiciens (1804) et si l'éditeur zurichois Hans Georg Nägeli (1773-1836) s'adresse à lui en juillet 1808 avec les initiales « E.T.A. ».
Hoffmann va passer à Bamberg cinq années décisives, entre 1808 et 1813 durant lesquelles il découvre l'Allemagne du Sud et, pour la première fois, peut se vouer à la musique. Mais la pratique de cet art lui permet de constater l'insuffisance de sa formation, et il se tourne, entre 1809 et 1814, vers la critique musicale, qui lui ouvre la voie de la création littéraire, sans pour autant abandonner la composition. Un choix commence à s'opérer entre les trois arts. La musique lui fait trouver son style d'écrivain, tandis que le dessin et la peinture passent au rang de divertissements. La ville de Bamberg plaît à Hoffmann, avec sa cathédrale, ses palais baroques et sa population catholique d'humeur assez gaie, qui le change de la bourgeoisie de Königsberg. Mais le théâtre de Bamberg, mal géré par le comte von Soden, est en pleine décadence, et Hoffmann ne conserve que peu de temps son poste de chef d'orchestre. Il lui faut courir le cachet, enseigner la musique aux jeunes filles. Les choses ne s'amélioreront qu'en 1810, lorsque l'acteur Franz von Holbein et le docteur Adalbert Friedrich Marcus (1753-1816), deux amis d'Hoffmann, reprennent le théâtre en main. Pendant deux ans, Hoffmann se dépense avec enthousiasme.

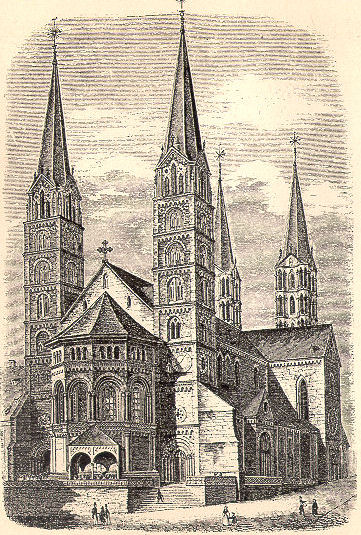
La cathédrale impériale de Bamberg (Pierers Konversationslexikon de Joseph Kürschner, 1891).

Hoffmann habite en face du théâtre et de l'hôtel de la Rose (qu'il dépeint dans Don Juan avec sa chambre ouvrant sur une loge, dans une petite maison étroite). La mansarde lui sert de refuge ; il y travaille, assis sur le rebord de la lucarne, les jambes dans le vide, dans le voisinage aimé des chats de gouttière, qu'il décrira dans Le Chat Murr. Dans le plancher, il a fait pratiquer une trappe par laquelle sa femme lui fait passer de la nourriture. Compositeur, metteur en scène, chef d'orchestre, décorateur, librettiste, il devient de fait le seul animateur des spectacles qui gagnent la faveur du public et se plaît à faire jouer les œuvres qu'il préfère, celles de William Shakespeare, Pedro Calderón de la Barca, Carlo Gozzi, Heinrich von Kleist, Zacharias Werner, Wolfgang Amadeus Mozart et Ludwig van Beethoven. Hoffmann se fait beaucoup d'amis, à Bamberg, parmi lesquels le docteur Marcus, un homme cultivé et un psychiatre, qu'il interroge sur les troubles mentaux, et le docteur Speyer, neveu du précédent, ainsi qu'un marchand de vin, Karl Friedrich Kunz, qui deviendra son premier éditeur.

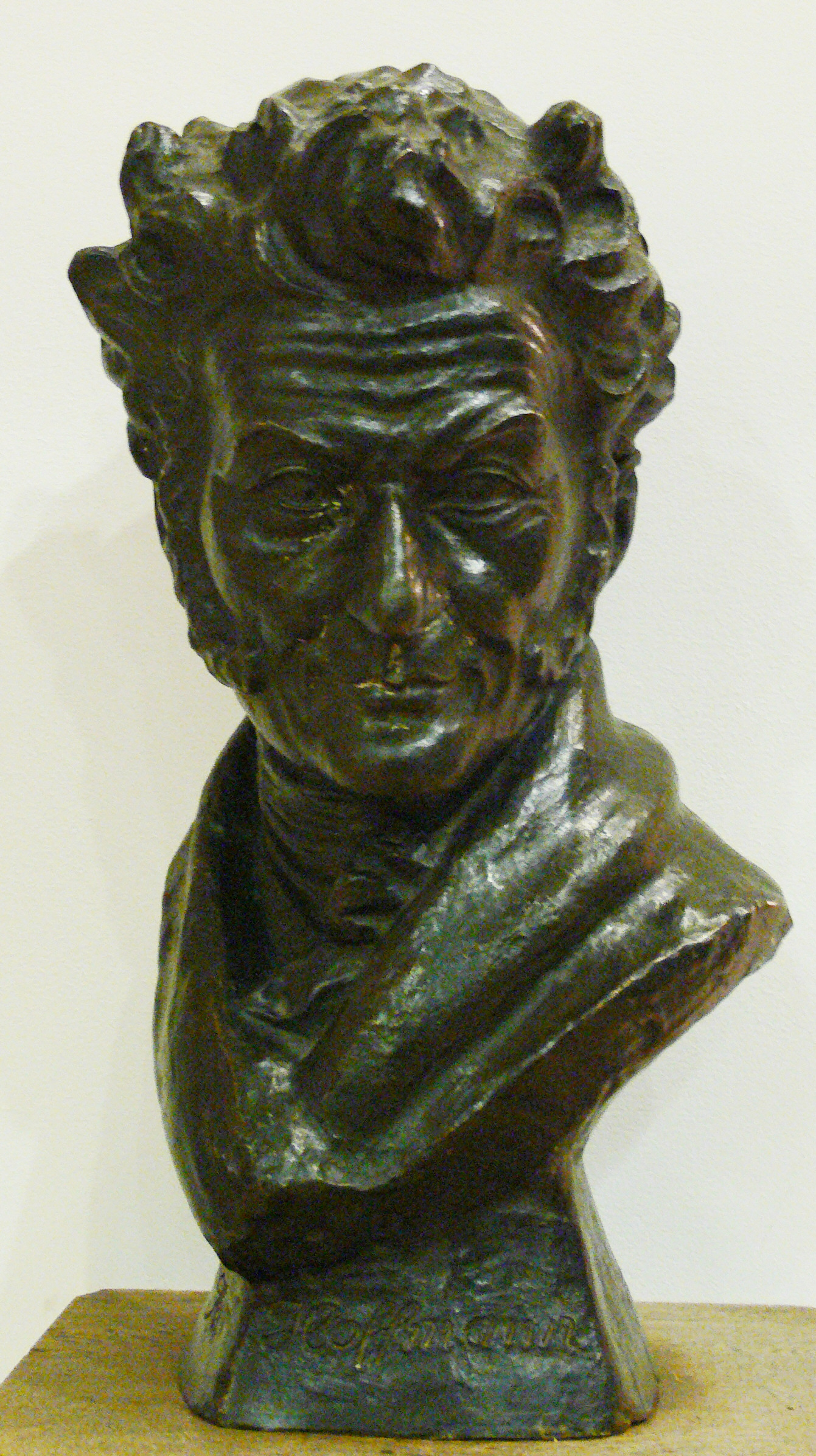
Buste d'Hoffmann au théâtre de Bamberg.

Durant ses premières années à Bamberg, Hoffmann compose beaucoup, qu'il s'agisse de ballets, de chœurs, de prologues ou d'opéras. Mais cette activité un peu désordonnée, asservie aux demandes du public, finit par le lasser, et il se tourne vers la critique musicale, essentiellement à l’Allgemeine musikalische Zeitung de Johann Friedrich Rochlitz (1769-1842) et à laquelle il donne une forme originale, englobant ses commentaires dans une trame romanesque. Cette évolution vers la littérature d'imagination doit sans doute beaucoup à la passion qu'il se met à éprouver en 1809 pour l'une de ses élèves, Julia Marc (1796-1865), parente du docteur Marcus. La jeune fille n'a que treize ans contre trente-quatre pour Hoffmann ; elle est de famille juive, fille de commerçants et très douée pour la musique. En fait, cet amour, dont son journal permet de suivre les étapes, est très vite élevé au rang de mythe tragique, dont on retrouve les résonances dans Le Chat Murr et dans plusieurs de ses contes. Ses illusions s'évanouissent quand la jeune fille se fiance avec un commerçant de Leipzig.
Son premier conte connu, Le Chevalier Gluck, date de l'automne 1808. Les Kreislerania, composés pour un journal, suivent. À cette occasion, Hoffmann crée le personnage de Johannès Kreisler, « musicien fou » et double dérisoire et merveilleux qui va le hanter jusqu'à la fin de ses jours et dominer, après les Fantaisies à la manière de Callot (1813-1815), le roman du Chat Murr (1819-1821). Au début de 1813, la guerre, la retraite d'Holbein, les maladies fréquentes et la séparation d'avec Julia Marc décident Hoffmann à quitter Bamberg pour se fixer à Dresde, en Saxe où on lui offre un poste de directeur artistique d'une troupe de théâtre.
Parti le 21 avril 1813, il traverse l'Allemagne en guerre et arrive à Dresde avec sa femme le 25 avril. Mais le responsable du théâtre, avec lequel il venait signer un contrat, a rejoint Leipzig entre-temps. Hoffmann passe donc un mois dans la capitale saxonne, dans des conditions difficiles, et assiste le 8 mai à l'entrée de Napoléon. Dix jours plus tard, il gagne à son tour Leipzig, avant de rentrer à Dresde en juin. Son travail de chef d'orchestre l'occupe beaucoup, mais il continue son œuvre d'écrivain, rédigeant durant cette période difficile quelques-uns de ses meilleurs contes (Le Vase d'or, Le Magnétiseur et Ignaz Denner) ainsi que le début de son premier roman, Les Élixirs du Diable, et deux actes de l'opéra Ondine, dont il a entrepris de composer la partition musicale à Bamberg d'après un livret tiré du conte de La Motte-Fouqué. En août, il assiste à la victoire française de Dresde, au cours de laquelle un obus passe au-dessus de sa tête. Le 29 août, il visite le champ de bataille ; l'épisode lui inspire Visions sur le champ de bataille de Dresde, dont il rédige le manuscrit les 16 et 17 décembre suivant. De même, la tentative de sortie du général français Mouton, avec 12 000 hommes et 24 canons, à laquelle il assiste sur le toit d'une maison de la Meissener Strasse le 6 novembre, figure dans ses Souvenirs de Dresde en automne 1813, dont la version définitive n'est achevée qu'en juillet 1817 et rebaptisée Apparitions (Erscheinungen),. Par ailleurs, Napoléon ayant fait venir la Comédie-Française à Dresde, où il s'est établi avec sa cour, Hoffmann voit un soir Talma et Mademoiselle George dans une représentation du Barbier de Séville.
Mais, au début de 1814, revenu à Leipzig, il se brouille définitivement avec son directeur, Joseph Seconda, et se retrouve bientôt sans travail, malade et endetté, sans autre ressource que quelques collaborations à des revues musicales. À contrecœur, il cherche à rentrer dans l'administration prussienne et sollicite à cette fin l'appui de ses amis berlinois. Son camarade de jeunesse, Hippel, devenu Geheimer Staatsrat (« conseiller privé d'État »), finit par lui obtenir un poste de magistrat (Gerichtsrat) à Berlin, en 1814,. Toutefois Hoffmann refuse d'être réintégré dans son ancien grade de conseiller, préférant accepter un emploi subalterne qui lui garantisse la sécurité matérielle sans l'empêcher de poursuivre son œuvre d'écrivain et de compositeur.

### Retour en Prusse

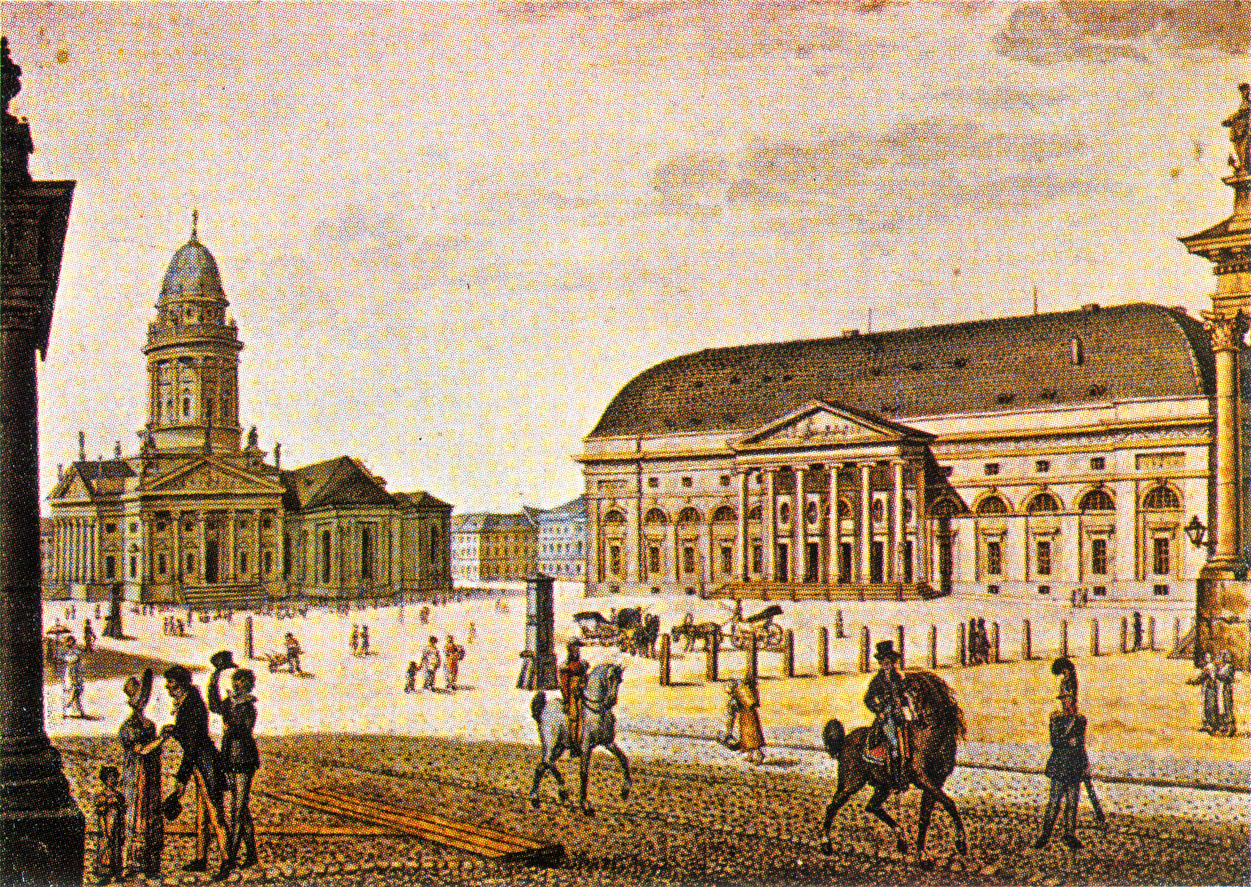
Vue du Gendarmenmarkt, ou place de l'Académie, à Berlin, en 1815. Sur cette place était située la taverne Lutter und Wegner, fréquentée par Hoffmann et le comédien Ludwig Devrient.

En septembre 1814, Hoffmann obtient de retrouver sa charge de fonctionnaire du royaume de Prusse, d'abord comme assistant bénévole à la Kammergericht de Berlin, puis avec une rémunération modeste. Dans le même temps, Hoffmann est définitivement engagé en littérature, avec les Fantaisies à la manière de Callot, publiées par Kunz à Bamberg, avec une préface de Jean Paul. Il fréquente les milieux artistiques de Berlin. Hoffmann rédige La Princesse Blandina entre le 8 mai et le 31 mai 1814. La même année, il publie la nouvelle Délicatesse française dans le Journal à l'intention du monde élégant, à Leipzig, 6 août 1814. L'année suivante, le récit Le Dey d'Elbe à Paris, rédigé avant le 14 mai 1815, paraît dans le France-Parleur allemand de Berlin, début juillet 1815. C'est cette même année que Hoffmann décide de remplacer définitivement son troisième prénom, « Wilhelm », par celui d'« Amadeus », par amour pour Mozart. L'abréviation « E.T.A » figure pour la première fois sur l'une de ses publications, celle du conte « Le Point d'orgue » (« Die Fermate »).
En 1817, le théâtre de Berlin joue son opéra, Ondine, dont le succès n'est interrompu que par l'incendie du théâtre lors de la vingt-cinquième représentation. Les revues et les almanachs sollicitent sa collaboration et tout ce qu'il écrit est aussitôt publié ; il se laisse parfois aller à une production facile. Cependant, ces dernières années sont marquées par la publication des quelques-uns de ses plus grands chefs-d'œuvre : Les Élixirs du Diable en 1816, les Contes nocturnes en 1817, Les Frères de Saint-Sérapion en 1819-1820, puis trois courts romans, Le Petit Zachée, surnommé Cinabre, Princesse Brambilla (1820), Maître Puce, ainsi que son ouvrage majeur, Le Chat Murr (1819-1821).

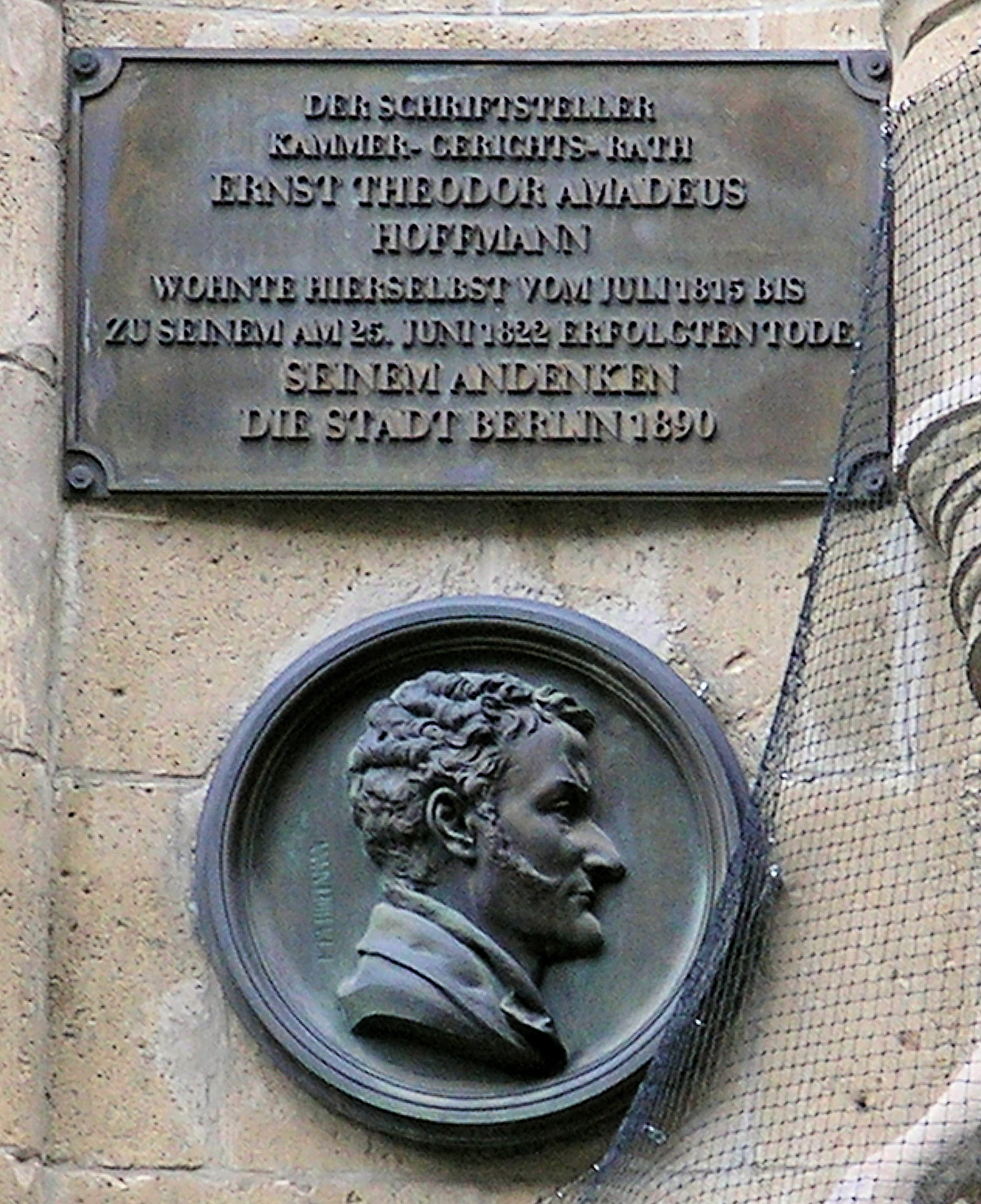
Plaque apposée sur l'immeuble du 56, Charlottenstrasse, à Berlin-Mitte, résidence d'Hoffmann de 1815 à 1822.

À Berlin, Hoffmann fréquente assidûment les tavernes du Tiergarten et de Unter den Linden, flâne dans tous les quartiers, qu'il dépeint avec complaisance dans ses contes, court les théâtres, les concerts et les expositions, fouille les bibliothèques en quête de vieilles chroniques et de sujets romanesques. Il retrouve des amis de jeunesse, Hippel et Hitzig, et noue de nouvelles amitiés avec de nombreux écrivains et acteurs, quelques-uns déjà fort célèbres comme Ludwig Tieck, Clemens Brentano, Achim von Arnim, mais surtout Adelbert von Chamisso, Contessa, Friedrich de La Motte-Fouqué et l'acteur Ludwig Devrient, qu'il retrouve régulièrement à la taverne Lutter et Wegner, où se déroulent presque quotidiennement les entretiens des « frères Sérapion » (qui inspireront le recueil du même nom).
En mai 1816, il devient juge au Sénat criminel, avec un salaire annuel, fonction qu'il occupe jusqu'en décembre 1821, quand il est nommé à la Cour d'appel supérieure (Oberappellations-Senat) de la Cour suprême. Dans ses fonctions de juriste, il traite en particulier l'affaire de l'apprenti filateur de tabac Daniel Schmolling (vers 1779-1824), accusé d'avoir poignardé, le 25 septembre 1817, sans raison apparente, son amante, Henriette Lehne, enceinte de lui (une affaire similaire à celle qui inspira à Georg Büchner son Woyzeck). L'expertise médicale ayant diagnostiqué une attaque soudaine d’amentia occulta, ou « manie sans délire », Hoffmann est chargé de rédiger l'expertise juridique de la Kammergericht de Berlin. Or, dans ce document, il rejette la thèse de l'irresponsabilité et plaide pour la peine capitale,. Dès 1816, les accès de fièvre nerveuse se sont multipliés. Le surmenage, une imagination sans cesse exaltée et l'abus des boissons alcooliques ont ruiné sa santé. Hoffmann publie le texte Étranges souffrances d'un directeur de théâtre en octobre 1818.

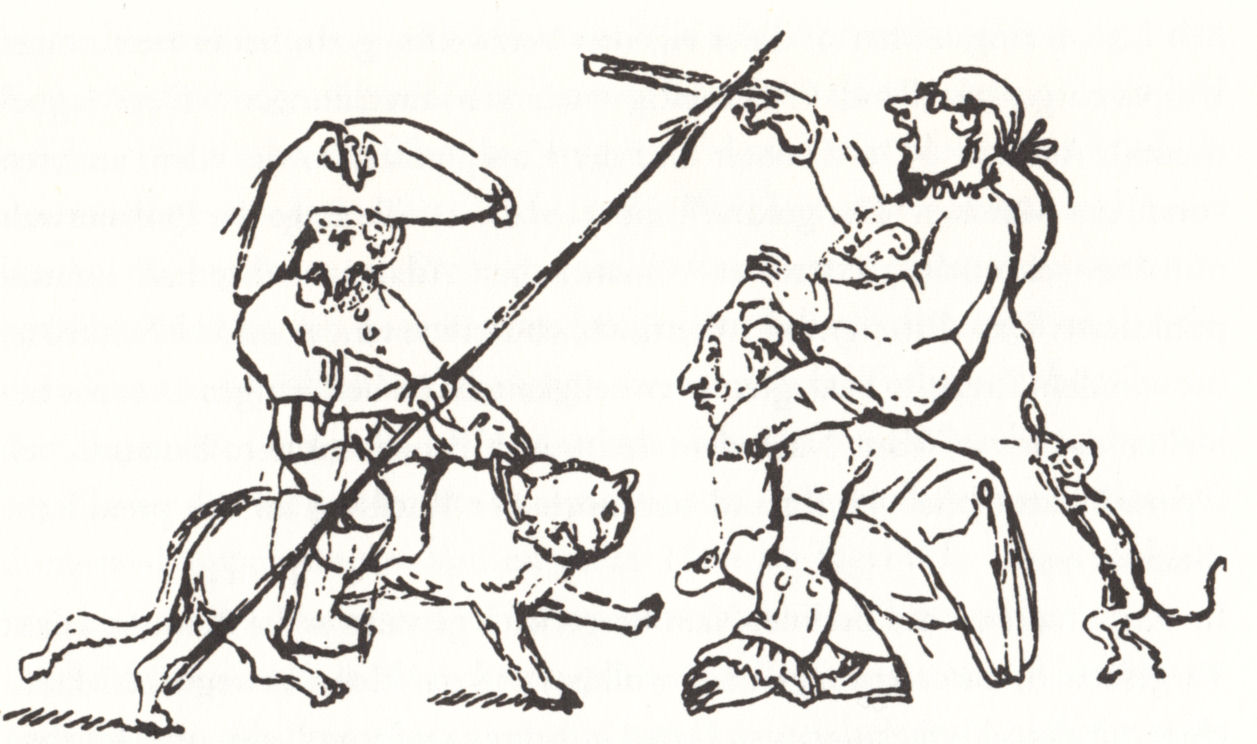
Hoffmann, à cheval sur le chat Murr, lutte contre Kamptz, sur la bureaucratie prussienne. Dessin d'Hoffmann à la plume (1821).

Nommé le 1er octobre 1819 membre de la « commission extraordinaire d'enquête contre les menées démagogiques », il remet en liberté Friedrich Ludwig Jahn, mis en prison sans fondement en juillet. Mais une deuxième commission, la « Commission ministérielle médiatrice » qui coiffe la première (soupçonnée de libéralisme) refuse l'élargissement et Jahn passe en jugement. Toutefois, pendant son procès, il décide de poursuivre pour calomnie le directeur de la police Kamptz, qui a affirmé par avance, dans une note envoyée aux journaux, la culpabilité de l'accusé. Hoffmann cite donc Kamptz à comparaître, à la fureur du ministre de la Justice, Friedrich Leopold von Kircheisen, qui, le 28 décembre, lui ordonne de mettre fin à la procédure.
Dans sa réponse, datée du 10 janvier 1820, Hoffmann, s'appuyant sur le code civil (Allgemeines Landrecht), lui répond que « même un ordre reçu d'une autorité supérieure ne peut libérer l'accusé du châtiment de la calomnie », avant de recommander à Kircheisen le 28 février, au nom de la commission extraordinaire, d'élargir Jahn. En mars 1820, le roi Frédéric-Guillaume III fait classer l'affaire, mais Hoffmann, relevé de ses fonctions en juillet 1821 et nommé à la Cour d'appel, écrit un petit roman Maître Puce, vendu à un libraire de Francfort, où il caricature Kamptz sous les traits d'un personnage odieux du nom de Knarrpanti. Déjà, dans Le Chat Murr, il avait dépeint avec humour la vie à la cour dans cette multitude de principautés et de royaumes qui composaient alors l'Allemagne. L'éditeur imprime une version amputée des passages les plus litigieux (la version originale, récupérée par Georg Ellinger parmi les dossiers secrets de l'État, ne paraîtra qu'en 1906). Toutefois, sur la demande expresse de Berlin, les magistrats de la ville libre de Francfort confisquent le manuscrit à l'éditeur et l'envoient à Berlin. Kamptz exige alors le déplacement d'Hoffmann. Le 6 février 1822, celui-ci est cité à comparaître dans les vingt-quatre heures pour s'expliquer. Son médecin envoie un certificat déclarant qu'il ne peut se lever et Hoffmann échappe à la sanction. Il publie également les Lettres de la montagne (trois lettres sur les douze prévues) dans le Franc-parleur allemand, les 2 juin, 1er et 2, 14 et 16 décembre 1820. La même année paraît Agréable satisfaction d'un besoin vital dans le Vossische Zeitung (Gazette de Voss) le 14 novembre 1820. Le texte n'est cependant redécouvert qu'en 1936.

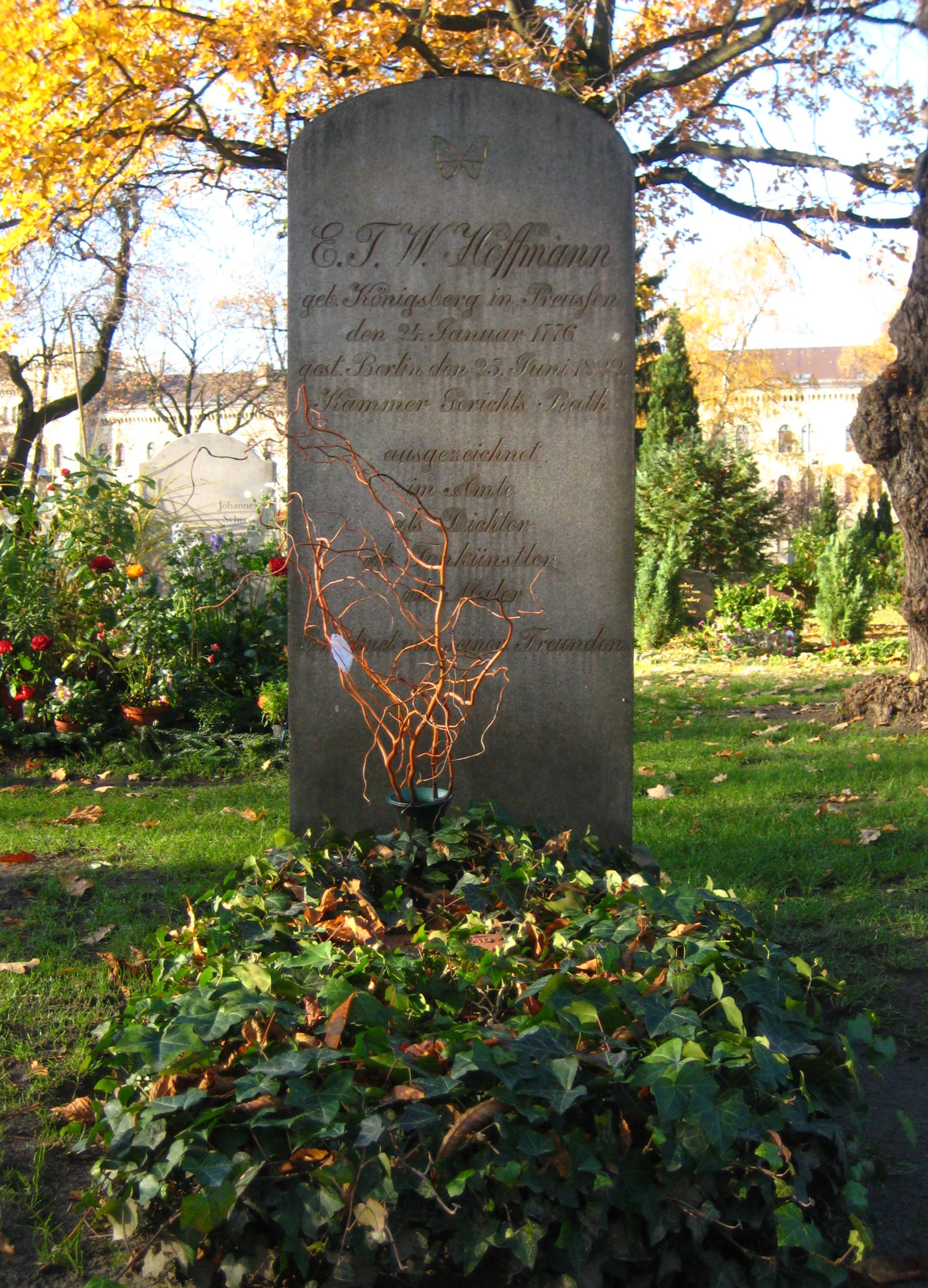
Tombe d'Hoffmann.

À partir de 1821 apparaissent les symptômes de l'ataxie locomotrice. Au début de 1822, les membres inférieurs se paralysent, puis les mains. Hoffmann doit dicter ses derniers contes à sa femme ou à un secrétaire de fortune. Dans ceux-ci, la trace de sa maladie est évidente, que ce soit dans La Guérison, La Fenêtre d'angle de mon cousin, Maître Johannès Wacht ou L'Ennemi, dont la fin évoque l'agonie de Dürer. Il songe à d'autres œuvres, qu'il n'aura pas le temps d'écrire : « Rêve. La police enlève toutes les horloges des tours et saisit toutes les montres, parce que le temps doit être confisqué. » En juin, on diagnostique un tabès, c'est-à-dire une syphilis nerveuse atteignant la moelle épinière, dont il souffre depuis 1819. On lui applique des fers rouges de chaque côté de l'épine dorsale. Le 25 juin 1822, les plaies au fer rouge se rouvrent et saignent. Il murmure alors : « Il est temps de penser un peu à Dieu. » Il demande qu'on lui tourne la face contre le mur et meurt quelques minutes après, à l'âge de quarante-six ans.
E. T. A. Hoffmann est inhumé dans le cimetière III de la paroisse de Jérusalem et de la nouvelle église (Friedhof III der Jerusalems-und Neuen Kirchengemeinde), un lieu situé dans les cimetières de la porte de Halle (Friedhöfe vor dem Halleschen Tor), à Kreuzberg. Son épitaphe mortuaire affiche : « il fut excellent fonctionnaire, excellent poète, excellent musicien, excellent peintre »,.
Peu après sa mort, son épouse quitte Berlin et retourne à Posen, où elle demeure jusqu'en 1835. Malgré le soutien d'Hitzig, ami fidèle d'Hoffmann, elle meurt dans la pauvreté dans la petite ville de Warmbrunn (province de Silésie) le 27 janvier 1859, à l'âge de 78 ans.
Les archives d'Hoffmann sont conservées à la Bibliothèque d'État de Berlin et au Märkisches Museum. La Bibliothèque d'État de Bamberg et la bibliothèque Carl Georg von Maassen de l'université de Munich conservent également des collections.

## L'art littéraire d'Hoffmann

### Thématiques
Plusieurs grandes thématiques se dégagent de l'œuvre d'Hoffmann. Ainsi, il participe largement du mythe allemand de l'« Italie terre des arts », celui d'une « Italie rêvée, imaginée, mythifiée » telle qu'elle est décrite chez un auteur qui n'a jamais quitté l'Allemagne, même si, à l'âge mûr, il fait encore des projets de séjours à Rome dans ses lettres. De même, il est le premier à exploiter les possibilités du thème de la créature artificielle dans ses contes, en particulier L'Homme au sable (1817).

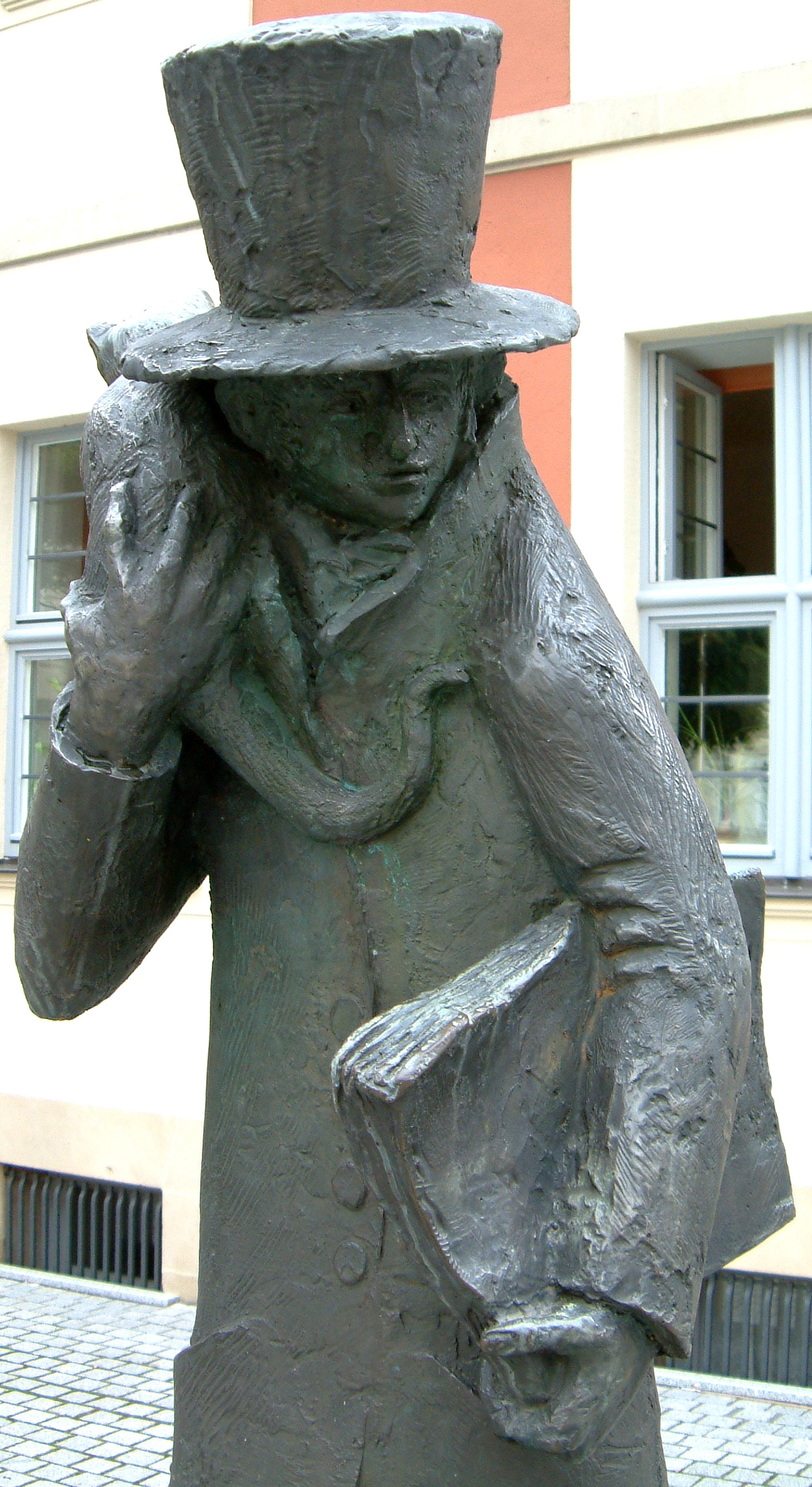
« Hoffmann et son chat », devant le théâtre E.T.A. Hoffmann, sur la Schillerplatz, à Bamberg.

Son rapport à la musique a lui aussi grandement influencé son œuvre littéraire. Professeur de piano, compositeur, chef d'orchestre à Bamberg, Hoffmann entre en littérature par la critique musicale, qu'il tient surtout à l'Allgemeine Musikalische Zeitung de Rochlitz, avant de développer cette thématique dans des contes comme le Chevalier Gluck (1809), les Souffrances musicales de Kreisler (1810) et Don Juan (1813). Admirateur de Beethoven, il s'attache particulièrement à la musique instrumentale classique, qu'il lie à ses conceptions métaphysiques ; « méprisant toute aide et toute intervention extérieure d'un autre art », explique-t-il dans La musique instrumentale de Beethoven (1813), elle « exprime avec une pureté sans mélange cette quintessence de l'art qui n'appartient qu'à elle, ne se manifeste qu'en elle. Elle est le plus romantique des arts — on pourrait presque affirmer qu'elle seule est vraiment romantique. La lyre d'Orphée ouvrit les portes de l'Hadès. La musique ouvre à l'homme un royaume inconnu totalement étranger au monde sensible qui l'entoure, et où il se dépouille de tous les sentiments qu'on peut nommer pour plonger dans l'indicible »,. La musique, souvent « démonique », participe ainsi au monde purement spirituel.
La folie est une composante importante de l'esthétique hoffmannienne selon Alain Montandon. « L'image que Hoffmann se fait de la folie est liée directement à la philosophie spéculative du romantisme qui s'efforce d'intégrer l'irrationalité de notre être et de notre existence dans une synthèse totalisatrice » explique-t-il. Placée sous les signes cliniques de la possession et de la dualité, la folie chez Hoffmann est « à l'image de ce qui parle en l'homme et le dépasse, comme dans l'ivresse, l'amour, le rêve (défini comme un « état de délire ») [, autant d'] états particuliers qui ont pour origine l'enthousiasme » dans son sens extatique. La folie comme moyen de dépassement créatif, « contemporaine d'une réhabilitation des forces obscures, des passions et des instincts avec la théorie du génie », et née du romantisme allemand, n'a pas cours chez Hoffmann, pour qui elle est bien plutôt synonyme de délire pathologique. L'artiste est ainsi un aliéné qui méconnaît la dualité inhérente au monde (réel et idéal) et qui, ce faisant, s'y perd.

### Le «réalisme fantastique»
L'art d'Hoffmann provient, selon Michel-François Demet, de « sa connaissance précise et de son observation minutieuse de la vie réelle des petits-bourgeois qui transforme le fantastique en réalité troublante. » Hoffmann est très tôt attaché au genre romantique fantastique allemand par ses contes et nouvelles. Le thème romantique de la faculté de dédoublement et celui de la communication entre deux mondes étrangers donne naissance chez lui à un « réalisme fantastique ». Cette « dichotomie du vécu » est « au fondement essentiel de son art ». Les nouvelles Les Frères de Saint-Sérapion et La Fenêtre d'angle de mon cousin (de) illustrent, parmi d'autres, cette division.
Passionné depuis son enfance par les histoires de fantômes (Spukgeschichten), Hoffmann parsème ses œuvres de revenants, d'enterrés vifs, de magiciens et sorcières issus du folklore allemand. S'il n'y croyait pas vraiment, il semble que ces personnages lui permettaient d'exprimer de manière appropriée son angoisse. Ses personnages, comme Kreisler par exemple, existent en raison de leurs particularités physiques (souvent grotesques et comiques, de là son intérêt pour Jacques Callot), sociales mais aussi morales. La figure romantique de l'artiste et du poète participe également du fantastique hoffmannien. Voyant pour lequel « la vision intérieure a autant de réalité que le monde extérieur », il use de son imagination comme médiation. Le message d'Hoffmann est bien souvent que la réalité est folie et que, a contrario et par un effet de basculement caractéristique de son art et qu'il nomme « principe de Sérapion », le monde imaginaire est réel.

### Le comique hoffmannien
D'après Erika Tunner, et ce dès le Carnaval de 1802, à Posen, le regard d'Hoffmann est « spontanément irrespectueux ». Il se plaît à dessiner des caricatures, notamment des autorités prussiennes (comme le commandant de la garnison ou la police, dans Maître Puce (de)). Hoffmann est donc un provocateur qui use d'un comique littéraire subtil et que remarque Charles Baudelaire dans le conte Princesse Brambilla, chef-d'œuvre de son art humoristique. Le poète français explique que « ce qui distingue très particulièrement Hoffmann est le mélange involontaire et quelquefois très volontaire, d'une certaine dose de comique significatif avec le comique le plus absolu. » Il poursuit : « Ses conceptions comiques les plus supranaturelles, les plus fugitives, et qui ressemblent souvent à des visions de l'ivresse, ont un sens moral très visible. » Selon Baudelaire, Hoffmann donne l'impression d'être un physiologiste ou « un médecin de fou » (un aliéniste) tant ses descriptions sont réalistes. Ainsi, Princesse Brambilla est un véritable « catéchisme de haute esthétique ».

### Le récit hoffmannien
Le récit hoffmannien est une narration qui met souvent en jeu des situations cliniques et qui, de fait, transforme le symptôme
en histoire, mais, qui, de par la structure du discours lui-même (« miroir biseauté ») remet en cause les interprétations du lecteur habituel. En ce sens, Hoffmann revient à la structure fondamentale et première du conte, qui procède par récits enchâssés et par mise en abyme. Par ailleurs, son écriture emprunte beaucoup à l'art musical et à la technique du leitmotiv comme le montre Jean Rousset dans Forme et signification : essais sur les structures littéraires de Corneille à Claudel (1967). Elle est aussi parfois très épistolaire, par exemple dans L'Homme au sable.

## Réception et influence

### Réception de l'œuvre d'Hoffmann dans la France romantique
En 1822, année de la mort d'Hoffmann, son ami le docteur David Ferdinand Koreff (1783-1851), personnage brillant et prestigieux, s'installe à Paris, où il le fait connaître et rencontre Adolphe Loève-Veimars, jeune homme distingué et ambitieux. En 1823, Henri de Latouche fait paraître anonymement Olivier Brusson, qui correspond à Mademoiselle de Scudéry.
À la fin des années 1820, en France comme en Angleterre, la littérature d’imagination européenne est « menacée par les exigences d'un public nouveau ». La première mention du nom d’Hoffmann apparaît en 1828 dans la revue de Balzac, Le Gymnase. Fasciné par la vie et l’œuvre de l’auteur allemand, Loève-Veimars fait paraître à partir de mai dans la Revue de Paris, qu'il a fondée avec Philarète Chasles et Charles Véron, ses traductions des contes d'Hoffmann et un article sur ses dernières années et sa mort. Le 2 août suivant, Jean-Jacques Ampère publie dans le Globe un article qui fait son éloge en affirmant qu’il « compose comme Callot, invente comme Mille et une nuits, raconte comme Walter Scott ». Avec Prosper Duvergier de Hauranne, autre journaliste du Globe, Ampère se tourne vers l’Allemagne et Hoffmann, en qui ils voient l’auteur capable de sauver « la littérature d'imagination »,. Ampère traduit improprement fantasiestücke (fantaisie), terme générique parmi les romantiques allemands pour désigner leurs contes, par l'adjectif « fantastique » (d’après le grec τὸ φανταστικόν / tò phantastikón, « la faculté d’imaginer, l’imagination »), au sens d'« étranger, ou contraire à la réalité », qui est en usage dans la langue française depuis des siècles.

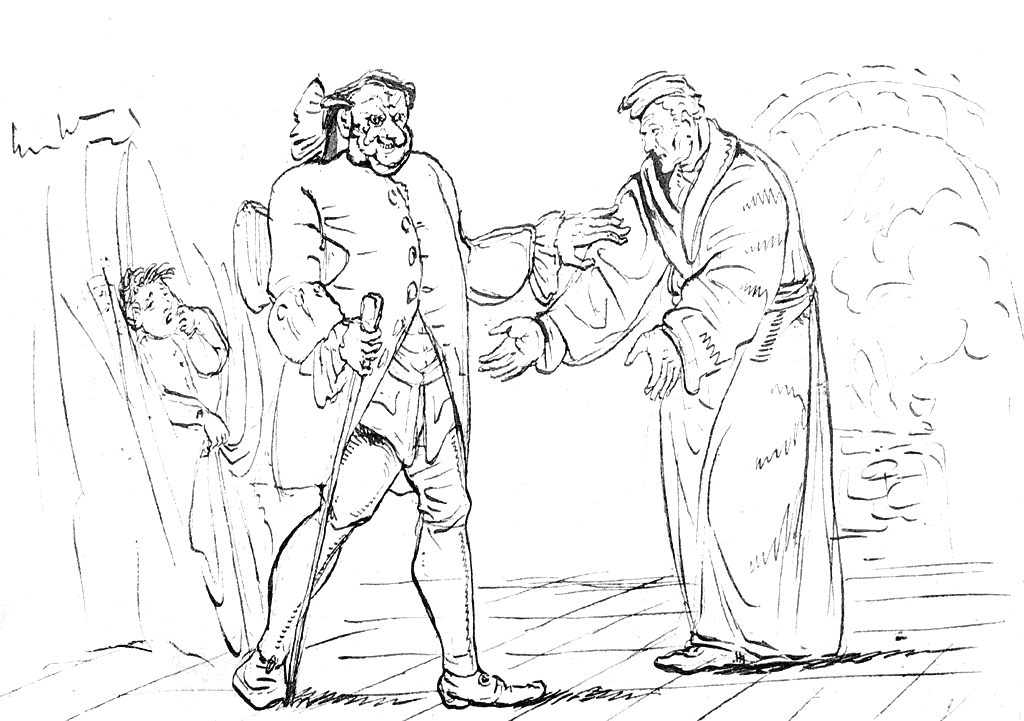
Dessin d'Hoffmann pour L'Homme au sable.

Devant l'engouement, Eugène Renduel convainc Loève-Veimars de traduire en vingt volumes les Œuvres complètes d'Hoffmann. Cette édition d’un choix de contes (les textes privilégiés étant les plus « fantastiques »), dans une traduction élégante mais par endroits tronquée, accompagnée des illustrations de Gavarni, ainsi que la biographie romancée rédigée par le traducteur, constituent la première contribution importante à l’élaboration du mythe romantique d’Hoffmann. En effet, Loève-Veimars présente « son » auteur comme le parangon de l'artiste romantique, génie incompris, à l’existence pathétique, miné par la boisson et la maladie, cette légende biographique servant d’explication à l’excentricité des textes présentés, ainsi que de référence pour le nouveau genre littéraire fantastique.
Toutefois, l'éditeur choisit d'accompagner la première livraison, en décembre 1829, d'une introduction de Walter Scott intitulée « Sur Hoffmann et les compositions fantastiques », version tronquée d'un texte paru deux ans plus tôt dans le Foreign Quaterly Review (« On the Supernatural in Fictitious Compositions : Works of Hoffmann »), également parue dans la Revue de Paris en avril 1829 sous le titre : « Du Merveilleux dans le roman ». L'écrivain écossais y accuse Hoffmann de violer constamment le réel, et critique le nouveau genre fantastique, « où l’imagination s’abandonne à toute l’irrégularité de ses caprices et à toutes les combinaisons de scènes les plus bizarres et les plus burlesques », même si plusieurs commentateurs (Pierre-Georges Castex ou Elizabeth Teichmann) y ont vu une attaque pour se protéger d'un rival,. À la suite de sa parution, une querelle littéraire oppose les admirateurs d'Hoffmann à Walter Scott. Le Globe consacre une partie de sa recension de la traduction de Loève-Veimars, le 26 décembre 1829, à en critiquer l'introduction. Le Mercure de France au XIXe siècle considère, le 19 décembre, que Scott « n'a pas compris tout ce qu'il y a d'émotion dans ce genre sombre, rêveur et fantastique ».

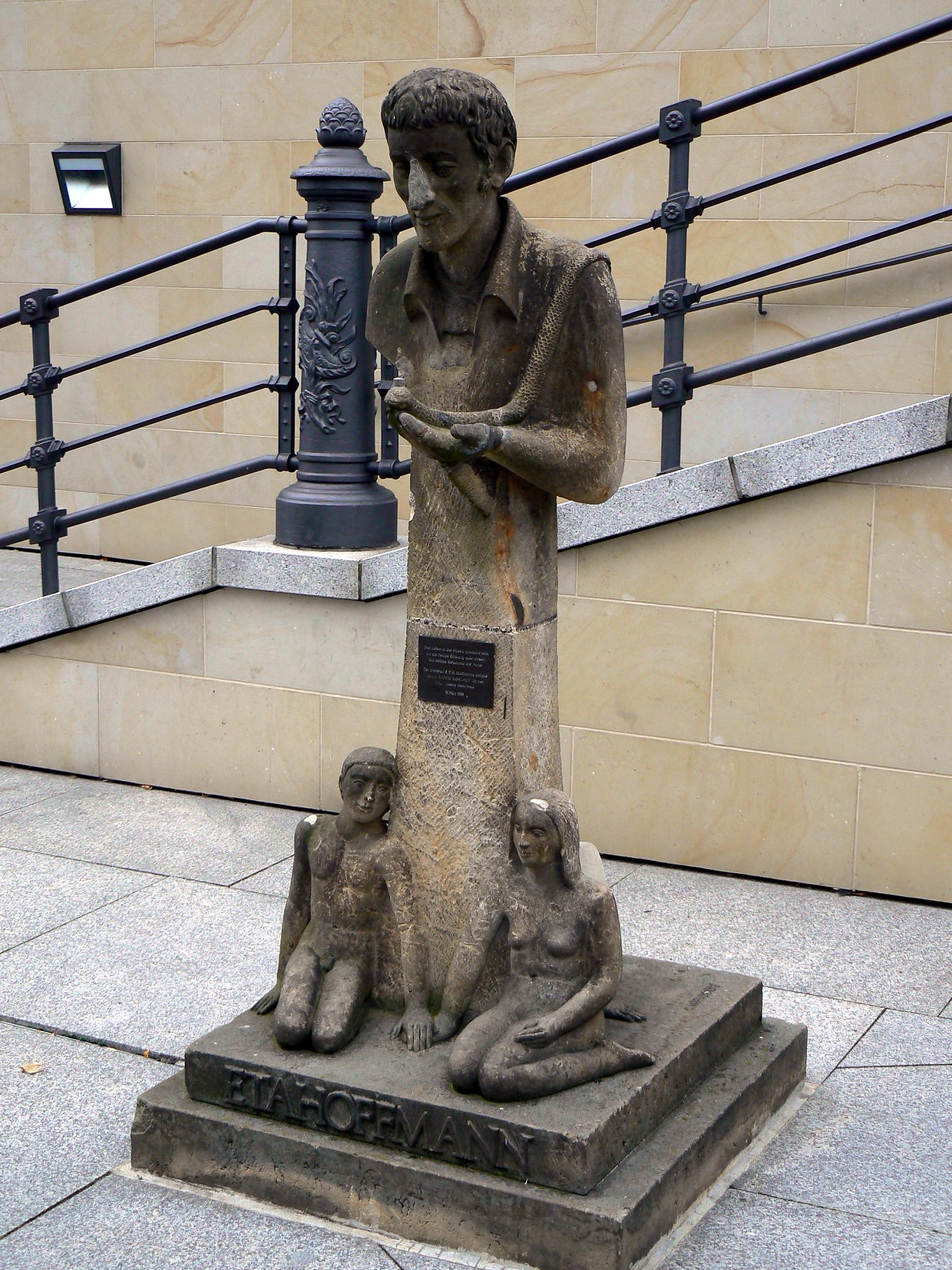
« E.T.A. Hoffmann », sculpture de Carin Kreuzberg à Berlin.

La vogue d'Hoffmann en France suscite des rivaux de Loève-Veimars. C'est le cas de Théodore Toussenel qui, à son tour, fait paraître une traduction des Œuvres complètes d'Hoffmann en quatre volumes chez Lefebvre à partir de février 1830. Il devient même un personnage d’œuvres littéraires, comme dans Entre onze heures et minuit (1833) d’Alphonse Brot ou Kreyssler (1831) de Jules Janin (conte d’ailleurs signé, lors de sa publication dans L'Artiste, du nom même d’E.T.A. Hoffmann). De nombreuses imitations et pastiches voient le jour, tout particulièrement entre 1830 et 1833. En 1832, Théophile Gautier publie Onuphrius ou les vexations fantastiques d’un admirateur d’Hoffmann, qui décrit les ravages occasionnés sur un esprit trop faible par le goût immodéré des Fantasiestücke. George Sand témoigne dans sa Lettre d’un voyageur du 2 septembre 1836 de son admiration pour Hoffmann, « poète amer et charmant, ironique et tendre, enfant gâté de toutes les Muses… »
En 1836, Henry Egmont reprend à son tour la traduction des œuvres complètes. Dans sa notice, il dénonce la légende romantique qui entoure Hoffmann et cherche à rétablir « la vérité historique altérée à dessein sur l'existence du conteur allemand » ; le même souci de vérité le pousse à réparer les erreurs et les mutilations de la traduction de Loève-Veimars ; Egmont insiste particulièrement sur la mauvaise traduction du titre par contes fantastiques, qu’il ne reprend que pour satisfaire et se plier à la tradition. Théophile Gautier lui aussi propose une nouvelle analyse littéraire plus réfléchie et plus approfondie, pour arriver à la conclusion qu’« il faut dans la fantaisie la plus folle et la plus déréglée une apparence de raison, un prétexte quelconque, un plan, des caractères et une conduite », dénonçant par là les abus dont ont fait preuve les imitateurs d’Hoffmann (article publié dans La Chronique de Paris du 14 août 1836 sous le titre « Contes d'Hoffmann »).

### Influence et postérité
L'œuvre de Hoffmann a bénéficié d'une fortune considérable dans des domaines aussi divers que la littérature, le cinéma, l'opéra ou la psychanalyse.

#### En littérature

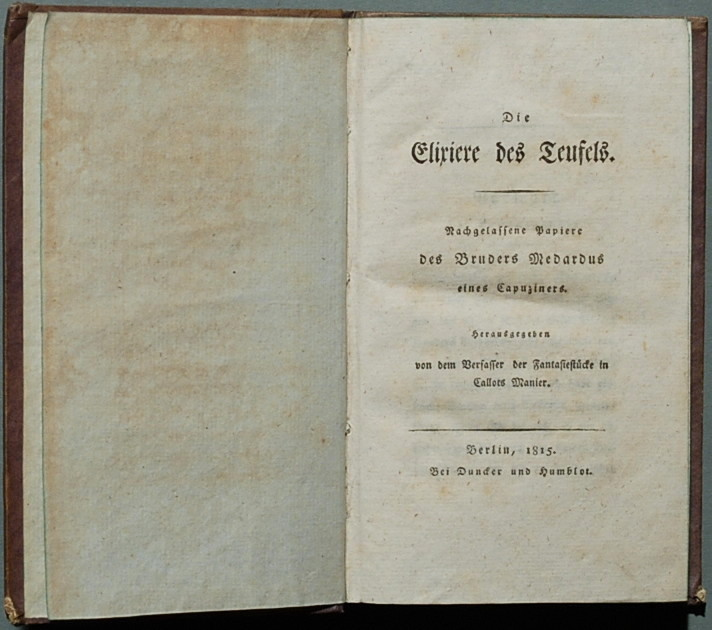
Les Elixirs du diable d'Hoffmann, Berlin, Duncker und Humblot, 1815.

Charles Nodier, l’auteur de Du fantastique en littérature (1830), semble s’être inspiré de Princesse Brambilla pour la composition de son chef-d’œuvre, La Fée aux miettes (1832). Les intrigues des deux contes présentent en effet quelques analogies : un héros rêveur et fou d’amour (Giglio / Michel) croit aimer une femme merveilleusement belle et riche ; leur misérable demeure sera transfigurée en un palais de rêve. La même symbolique de l’idéal de rêve qui fonde la réalité du bonheur, ainsi que le thème du double ou de l'illusion, habitent ainsi les deux œuvres.
Théophile Gautier, dans sa nouvelle de 1831, La Cafetière, cherche à créer des effets semblables à ceux d’Hoffmann. « Comme son modèle, il conte à la première personne et mêle au récit des indications familières qui donnent à l’invention une couleur d’authenticité », selon Pierre-Georges Castex. D’autre part, Gautier fait un grand usage des thèmes traditionnels du fantastique, comme l’inquiétude apportée par la nuit, les objets qui prennent vie, l’intervention des portraits dans le monde des vivants, la correspondance entre le rêve et la réalité. L’intérêt pour les menus détails et le goût des descriptions minutieuses rappellent aussi l’art du conteur allemand, tandis que l’héroïne, Angela, porte le même nom que celle de Bonheur au jeu et que le héros s’appelle Théodore, comme Hoffmann lui-même. En 1841, Gautier livre par ailleurs un véritable pastiche des Fantasiestücke avec son conte Deux acteurs pour un rôle.

Timbre à l'effigie d'Hoffmann (Deutsche Bundespost de Berlin, 1972).

Pour Victor Hugo, l'influence d'Hoffmann a été plus discutée,. Quelques scènes du roman historique Notre-Dame de Paris (1831) auraient ainsi peut-être été inspirées par L'Homme au sable dont Loève-Veimars avait publié la traduction en 1830,, et particulièrement le moment des préoccupations alchimiques de Frollo (l.V, chapitre 1), qui évoque les entretiens de même nature entre Nathanaël et Coppelius.
Honoré de Balzac a admis dans la préface de son Élixir de longue vie avoir emprunté le sujet à Hoffmann. Le romancier a d'ailleurs été fortement influencé par Hoffmann, qu’il est le premier à avoir fait paraître dans la Revue de Paris en 1829. Il a rendu hommage à l’écrivain allemand qu’il admire « parce qu’il refuse le classicisme bourgeois et la littérature roucoulante des ex-censeurs de l’Empire. » La trace d’Hoffmann est d’ailleurs décelable dans plusieurs contes philosophiques de Balzac. Ainsi, Maître Cornélius, publié en 1831 dans la Revue de Paris, doit quelque chose à Mademoiselle de Scudéry qu’Henri de Latouche avait traduit en se l'appropriant sous le titre Olivier Brusson dès 1824.
Alfred de Musset, qui citait déjà Hoffmann à propos de Don Juan dans sa pièce Namouna (II, 24), a pour sa part tiré l’intrigue de son Fantasio de la biographie de Johannès Kreisler livrée dans Le Chat Murr.

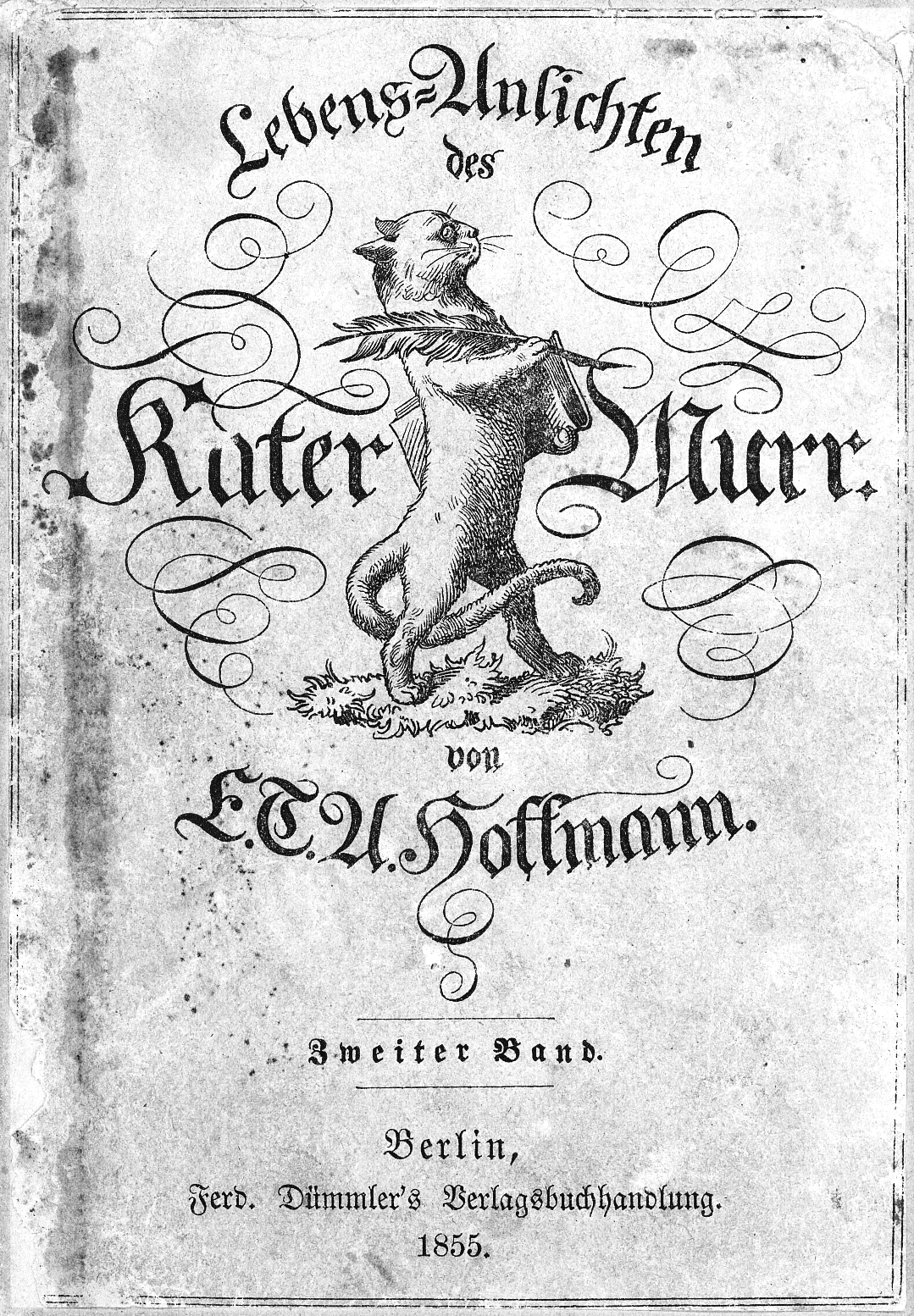
Couverture de la troisième édition allemande du Chat Murr (Berlin, 1855).

Gérard de Nerval trouve quant à lui en la personne d’Hoffmann un « génie fraternel », dans la mesure où celui-ci « sépare si peu visiblement sa vie intérieure de sa vie extérieure qu’on aurait peine à indiquer d’une manière distincte les limites de chacune » : quelle révélation en effet pour celui qui s’attachera à décrire dans la suite de son œuvre « l'épanchement du songe dans la vie réelle » en 1855 dans Aurélia ou le Rêve et la Vie. Des Aventures de la nuit de Saint-Sylvestre, Nerval traduit les deux premiers chapitres (il aide également Egmont dans sa traduction des œuvres complètes de l'auteur allemand), et des Élixirs du Diable, il veut tirer le sujet d’un drame, Le Magnétiseur. Dans Le Gastronome du 2 décembre 1830, il publie sous le titre « La liqueur favorite d’Hoffmann » une page sur les vertus du punch, « cette liqueur merveilleuse où se combattent les gnomes et les salamandres » (c’est-à-dire les génies de la terre et ceux des eaux). Enfin, un de ses contes, La Main de gloire (1832), semble être composé dans le sillage d’Hoffmann, dans la mesure où il oscille sans cesse entre tragique et burlesque ainsi qu’entre fantaisie et réalisme. Les Soirées d’automne, elles, mettent en scène le héros Théodore et son confident Lothaire, qui portent les mêmes prénoms que deux frères de Saint-Sérapion, tandis que celui de l’héroïne, Aurélia, est emprunté aux Élixirs du Diable ; de plus, l’œuvre comporte plusieurs références explicites aux Aventures de la nuit de Saint-Sylvestre et à Don Juan (conte d’Hoffmann de 1814 écrit d’après le Don Giovanni de Mozart).
Des rapprochements ont été faits entre plusieurs contes d'Hoffmann et d'Edgar Allan Poe (Les Élixirs du diable et William Wilson, Le Magnétiseur et Souvenirs de M. Auguste Bedloe, L'Église des jésuites et Le Portrait ovale, Doge et dogaresse et Le Rendez-vous, Le Majorat et La Chute de la maison Usher). Toutefois, si leurs récits reposent, pour l'un comme pour l'autre, sur l'exploitation du surnaturel, Hoffmann s'inscrit dans la tradition du roman gothique, alors que Poe s'en écarte sérieusement, et l'image que ce dernier se fait de l'auteur allemand est largement tributaire de l'article de Walter Scott. Par ailleurs, Poe, qui oppose dans son œuvre la fancy (fantaisie) à l'imagination, a affirmé dans sa préface aux Contes du grotesque et de l'arabesque (1840) : « Si dans maintes de mes productions, la terreur a été le thème, je soutiens que cette terreur n'est pas d'Allemagne, mais de l'âme — que j'ai déduit cette terreur de ses seules sources légitimes et ne l'ai poussée qu'à ses seuls résultats légitimes ».
Hans Christian Andersen fonde avec deux amis en 1828 un groupe de lecture baptisé « Les frères de Sérapion », référence au recueil de nouvelles d'Hoffmann, qui a exercé sur lui une influence inégalée et durable, devant même Walter Scott et Heinrich Heine. Le célèbre conteur danois doit par exemple son premier succès littéraire à un récit fantastique directement inspiré d’Hoffmann, Promenade du canal de Holmen à la pointe orientale d’Amager (1829).
L’une des rares contributions espagnoles au fantastique romantique, le recueil Légendes (Leyendas, 1871) de Gustavo Adolfo Bécquer, montre les influences sensibles de grands romantiques allemands, tels Arnim, Heine, et surtout Hoffmann,.
Plusieurs écrivains russes ont eux aussi laissé sentir leur imprégnation du fantastique hoffmannien, tels Alexandre Pouchkine dans La Dame de pique (1834) ou encore Nicolas Gogol dans Le Nez, l'une des Nouvelles de Pétersbourg, en 1836, où le fantastique se nourrit du réel et des multiples détails du quotidien pour exister. Dans les années 1910 et 1920, plusieurs de ses œuvres font l'objet d'adaptations théâtrales, la plus célèbre étant La Princesse Brambilla, créée au théâtre Kamerny par Alexandre Taïrov, et il représente l'un des grands inspirateurs de Vsevolod Meyerhold. De même, dans les années 1920, se constitue un groupe littéraire russe mené par Victor Chklovski et Ievgueni Zamiatine et qui se fait appeler « les Frères de Saint-Sérapion » (1921), d’après l’œuvre du conteur allemand. En réaction au futurisme de Maïakovski, il revendique son attachement à la tradition classique russe et considère la littérature comme une activité autonome où dominent l'imagination et l'indépendance créatrice.
Il existe aussi quelques analogies entre les Fantasiestücke et les premiers écrits d’inspiration à la fois fantastique et réaliste de Franz Kafka, comme La Métamorphose (Die Verwandlung, 1915). Au milieu du mélange entre fantastique et réalisme bourgeois, l’image romantique de l’artiste incompris (la langue de Grégoire Samsa métamorphosé est devenue incompréhensible) si chère à Hoffmann est centrale. Il a également été constaté, dans Rapport pour une académie (Ein Bericht fur eine Akademie) de Kafka « la même fable, satirique, grotesque, présentée sous une même forme (lettre) » que les Nouvelles d'un jeune homme cultivé (Nachricht von einem jungen Mann) d'Hoffmann.
Hoffmann eut également une profonde influence sur des auteurs de langue allemande comme Theodor Storm ou Thomas Mann. Il existe enfin un parallèle entre la nouvelle de Natsume Sōseki Je suis un chat (1905-1906) et le célèbre Chat Murr (Lebensansichten des Kater Murr, 1822) : le récit de Hoffmann a sans doute été pour l'écrivain japonais un modèle, même s'il semble bien que Sôseki n'en ait pas eu une connaissance directe.

#### Cinéma et musique

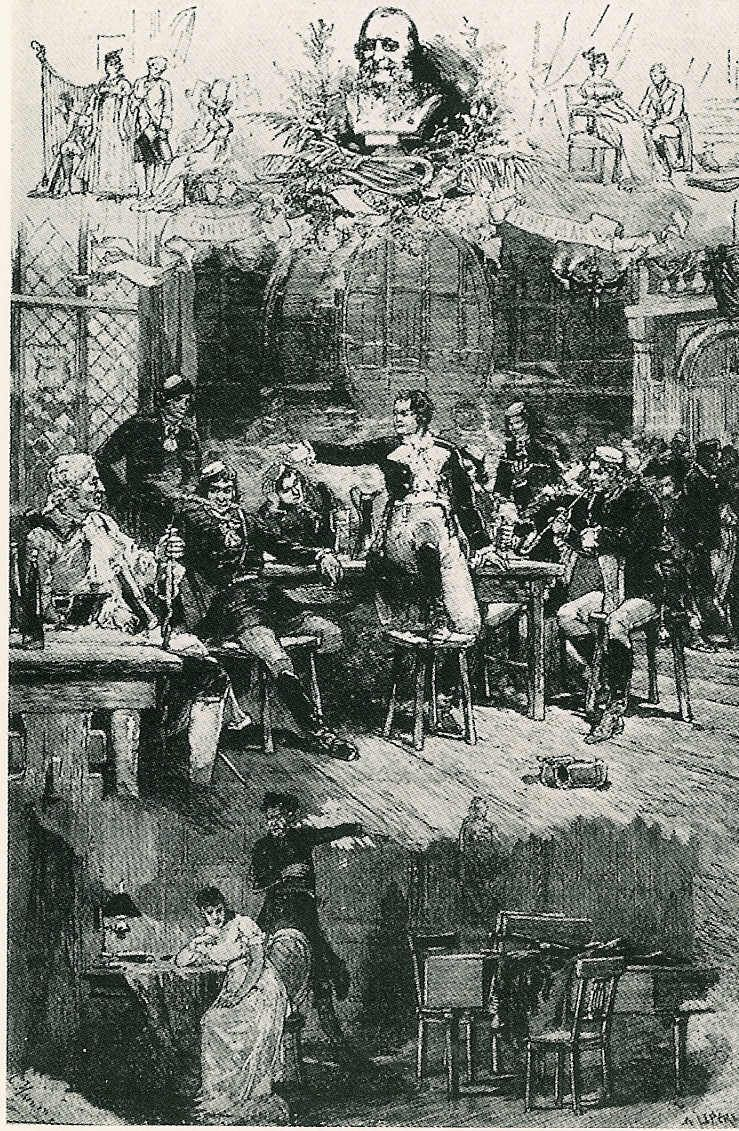
Affiche pour les Contes d'Hoffmann (1881) de Jacques Offenbach.

Le septième art n’a pas lui non plus oublié l’œuvre de l’auteur romantique. En 1916, en Allemagne, dans Les Contes d'Hoffmann (de) (Hoffmanns Erzählungen), Richard Oswald met en scène le comédien allemand d’origine roumaine Lupu Pick. Quelques années plus tard, en 1923, en Autriche, Max Neufeld produit, réalise et interprète Les Contes d'Hoffmann (Hoffmanns Erzählungen). Puis, en 1951, Michael Powell et Emeric Pressburger réalisent Les Contes d'Hoffmann (The Tales of Hoffmann), film uniquement chanté et dansé.
En 1991, L'Homme au sable donne lieu à une adaptation cinématographique, The Sandman, film d'animation en volume de Paul Berry nommé aux Oscars.
En 1988 est paru le scénario de Hoffmanniana, un film dans lequel Andreï Tarkovski envisageait de faire le récit de la vie du conteur allemand mais qu'il n'a jamais réalisé.
Les Fantasiestücke et les autres pièces fantastiques de l’auteur allemand ont également donné lieu à plusieurs adaptations pour l’opéra et le ballet. En 1870, Léo Delibes écrit une interprétation de L'Homme au sable sous la forme d'un ballet, Coppélia ou la Fille aux yeux d'émail, créé le 25 mai à l'Opéra de Paris, où il est chef de chœur assistant. En 1881, Jacques Offenbach compose les Contes d'Hoffmann, opéra tiré d'un drame fantastique en cinq actes du même titre créé à l'Odéon le 21 mars 1851 et dû à la collaboration de Michel Carré et de Jules Barbier. En 1892, Piotr Ilitch Tchaïkovski compose son ballet Casse-Noisette à partir de l'adaptation française d'Alexandre Dumas. En 1905, le compositeur germano-italien Ferruccio Busoni écrit le livret de son opéra Die Brautwahl à partir du conte éponyme d'Hoffmann ; l'œuvre est créée à Hambourg en 1912. En 1926, Paul Hindemith compose Cardillac, opéra adapté de Mademoiselle de Scudéry sur un livret de Ferdinand Lion, créé à Dresde le 9 novembre 1926.
Par ailleurs le titre des Kreisleriana (1838), fantaisie pour piano de Robert Schumann, est inspiré par le personnage du maître de chapelle Johannès Kreisler, musicien aux idées et attitudes étranges inventé par Hoffmann, qui représente un masque idéal pour le jeune compositeur,. Schumann a également composé les Fantasiestücke opus 12, 73, 88 et 111 (soit quatre œuvres) en s'inspirant des Fantaisies à la manière de Callot publiées en 1814-1815.

#### Psychanalyse
Les psychanalystes Sigmund Freud et Carl Gustav Jung ont étudié l'œuvre d'Hoffmann d'un point de vue psychanalytique. Après Ernst Jentsch, qui l'a analysé du point de vue de la psychologie médicale dans Zur Psychologie des Unheimlichen (1906), Freud a décrit son concept de l'inquiétante étrangeté (unheimlich, ouvrage éponyme publié en 1919) en s'appuyant, parmi d'autres œuvres, sur le fantastique de L'Homme au sable. Ce conte symbolise, selon lui, à travers les fantasmes de démembrement et d'énucléation, l'angoisse de castration de l'enfant. Toutefois, sa lecture en décentre l'intrigue, très complexe, en la réduisant à l'arrachement des yeux et la mise en suspens de l'œil. Le psychiatre suisse Jung utilise, quant à lui, Les Élixirs du Diable pour donner des exemples d'archétypes psychiques comme l'ombre, la persona ou l'anima et que reprend, entre autres, l'étude de Christine Maillard.
L'esthétique hoffmanienne a également été étudiée par Gaston Bachelard qui considère, dans La Psychanalyse du feu, que « l'alcool d'Hoffmann, c'est l'alcool qui flambe ; il est marqué du signe tout qualitatif, tout masculin, du feu. L'alcool de Poe, c'est l'alcool qui submerge et qui donne l'oubli et la mort ; il est marqué du signe tout quantitatif, tout féminin, de l'eau ». Il évoque ainsi, au chapitre VI, le « complexe d’Hoffmann » qui, à travers le punch, la folie et l’ivresse, conduit l'écrivain à libérer son imagination.
Sarah Kofmann et Hélène Cixous ont produit des interprétations de « l'Homme au sable » qui contestent/complètent les analyses de Freud.

## Œuvres

### Littérature

#### Contes et romans parus en volume
- Fantaisies à la manière de Callot (Fantasiestücke in Callots Manier), recueil de nouvelles paru à Bamberg, en 1814 et 1815, en 4 volumes (édition révisée en 1819)
- Sœur Monika (Schwester Monika), roman érotique attribué à Hoffmann, Posen, 1815
- Les Élixirs du Diable (Die Elixiere des Teufels. Nachgelassene Papiere des Bruders Medardus, eines Capuziners), Berlin, 1815-1816, 2 volumes
- Contes nocturnes (Nachtstücke), Berlin, 1816-1817, 2 volumes
- Le Petit Zachée, surnommé Cinabre (Klein Zaches, genannt Zinnober), Berlin, 1819
- Le Chat Murr. Les sages réflexions du chat Murr entremêlées d'une biographie fragmentaire du maître de chapelle Johannès Kreisler présenté au hasard de feuillets arrachés (Lebensansichten des Katers Murr nebst fragmentarischer Biographie des Kapellmeisters Johannes Kreisler in zufälligen Makulaturblättern), Berlin, 1819-1821, 2 vol.
- Les Frères de Saint-Sérapion (Die Serapionsbrüder), Berlin, 1819-1821, 4 volumes
- Princesse Brambilla (Prinzessin Brambilla. Ein Capriccio nach Jakob Callot), Berlin, 1820
- Maître Puce (de) (Meister Floh. Ein Märchen in sieben Abenteuern zweier Freunde), Francfort, 1822
- Hoffmann: Contes fantastiques (Le Violon de Crémone ; Le Maîtres chanteurs ; Mademoiselle de Scudéri ; Le Majorat ; Maître Martin et ses ouvriers ; Le Bonheur du jeu ; Le Choix d'une fiancée ; Marino Falieri ; Don Juan ; Le Vœu). Traduit par X. Marmier ; nouvelle édition augmentée d'une étude sur les contes fantastiques d'Hoffmann par Théophile Gautier ; Paris, Charpentier et Cie, Libraires-éditeurs. 1872. Œuvre rarissime.

#### Parutions hors volume
- Vision sur le champ de bataille de Dresde (Die Vision auf dem Schlachtfelde bei Dresden), Bamberg, 1814
- La Princesse Blandina (Prinzessin Blandina), paru dans le tome IV de la première édition des Fantasiestücke, Bamberg, 1814, supprimé de la seconde édition en 1819, réédité dans le tome II des Moderne Reliquien d'Arthur Mueller à Berlin en 1845 avec des textes de Ludwig Börne, de Friedrich von Sallet et d'Eduard Ferrand (de) (rédigé à Leipzig entre le 8 mai et le 31 mai 1814)
- Délicatesse française (Französische Delikatesse), dans le Journal à l'intention du monde élégant, Leipzig, 6 août 1814
- Le Dey d'Elbe à Paris (Der Dei von Elba in Paris), dans France-Parleur allemand, Berlin, début juillet 1815 (rédigé avant le 14 mai 1815)
- Une lettre d'Hoffmann au baron de La Motte-Fouqué (Ein Brief von Hoffmann an Herrn Baron de la Motte Fouqué), Nuremberg, 1817
- Étranges souffrances d'un directeur de théâtre (Seltsame Leiden eines Theater-Direktors), Berlin, octobre 1818 (avec le millésime 1819)
- Lettres de la montagne (Briefe aus den Bergen), dans le Franc-parleur allemand, 2 juin, 1er et 2 décembre, 14 et 16 décembre 1820 (trois lettres sur douze prévues)
- Agréable Satisfaction d'un besoin vital (Angenehme Befriedigung eines Lebensbedürfnisses), dans Vossische Zeitung (Gazette de Voss), 14 novembre 1820, texte redécouvert en 1936

#### Parutions posthumes
- Derniers Contes (Die letzten Erzählungen), Berlin, 1825, 2 volumes
- Œuvres choisies (Ausgewählte Schriften), Berlin, 1827-1828, vol. 1 à 10 ; Stuttgart, 1839, vol. 11 à 15, dont Les Effets d'une queue de cochon (Die Folgen eines Sauschwanzes), rédigé probablement en 1810, et Monde moderne… gens modernes (Moderne Welt… moderne Leute), fragment d'une « tragédie carnaval » rédigé vers 1810[36]
- Œuvres rassemblées (Gesammelte Schriften), Berlin, 1844-1845, 12 vol.
- Cinq lettres à Theodor Hippel. dans: E.T.A. Hoffmann, Don Juan, suivi de Der Sandmann - Le marchand de sable. LGF Livre de Poche, Paris 1991  (ISBN 2-253-05554-9)[112] p. 190-223

#### Divers
D'après l'Encyclopædia Universalis, la possibilité existe qu'il ait écrit Les Veilles (Nachtwachen, 1804) sous le nom de plume Bonaventura.

### Musique

#### Œuvres lyriques

##### Musique vocale
- Messe en ré majeur, pour 2 sopranos, 2 violons et orgue, 1803- 1804.
- Messe en ré mineur, pour soli, chœur, orgue et orchestre, 1805
- Trois canzonette à 2 et à 3 voix, 1807
- 6 Canzoni per 4 voci a cappella, 1808 (« Ave Maris Stella », « De Profundis », « Gloria », « Salve Redemptor », « O Sanctissima », « Salve Regina »)
- Miserere en si bemol mineur, 1809 probablement identique à un requiem
- In des Irtisch weiße Fluten (lied de Kotzebue), 1811
- Recitativo ed Aria, Prendi l’acciar ti rendo, 1812
- Tre Canzonette italiane, 1812
- 6 Duettini italiani, 1812

##### Opéra
- Le Masque (Die Maske), comédie musicale en 3 actes, livret d'Hoffmann, 1799
- Les Joyeux Musiciens (Die lustigen Musikanten), comédie musicale, livret de Clemens Brentano, 1804
- Le Chanoine de Milan, opéra, livret d'Hoffmann, 1805
- La Croix sur la Baltique (Das Kreuz an der Ostsee), opéra tiré de la tragédie de Zacharias Werner, 1805
- Amour et Jalousie (Liebe und Eifersucht), opéra, livret d'Hoffmann, d'après Calderon, 1807
- Arlequin, musique de ballet, 1808
- Le Breuvage de l'immortalité (Der Trank der Unsterblichkeit), opéra romantique, livret de Julius von Soden, 1808
- Wiedersehn!, prologue en un acte, livret d'Hoffmann, 1809
- Dirna, mélodrame, livret de Julius von Soden, 1809
- Julius Sabinus, opéra tiré du drame de Julius von Soden, 1810
- Saül, roi d'Israël (Saul, König von Israel), mélodrame, livret de Joseph von Seyfried, 1811
- Aurora, opéra héroïque, livret de Franz von Holbein, 1812
- Ondine (Undine), opéra, livret de La Motte-Fouqué, 1814

#### Musique instrumentale
- Rondo pour piano, 1794/95
- Ouvertura. Musica per la chiesa en ré mineur, 1801
- 5 sonates pour piano (1805-1808) :
  - la majeur (AV 22)
  - fa mineur (AV 27)
  - fa majeur (AV 29)
  - fa mineur (AV 30)
  - ut dièse mineur (AV 40)
- Symphonie en mi bémol majeur, 1806
- Quintette avec harpe en ut mineur, 1807
- Grand trio en mi majeur, 1809

### Peinture
Le Miracle de la liquéfaction du sang de San Gennaro en 1799, peinture de 170x140cm, située dans la cathédrale de Naples est attribué à Hoffmann,.